# Anonyme de Bordeaux
 (mars 2021).
La mise en forme du texte ne suit pas les recommandations de Wikipédia : il faut le « wikifier ».
Les points d'amélioration suivants sont les cas les plus fréquents. Le détail des points à revoir est peut-être précisé sur la page de discussion.
- Les titres sont pré-formatés par le logiciel. Ils ne sont ni en capitales, ni en gras.
- Le texte ne doit pas être écrit en capitales (les noms de famille non plus), ni en gras, ni en italique, ni en « petit »…
- Le gras n'est utilisé que pour surligner le titre de l'article dans l'introduction, une seule fois.
- L'italique est rarement utilisé : mots en langue étrangère, titres d'œuvres, noms de bateaux, etc.
- Les citations ne sont pas en italique mais en corps de texte normal. Elles sont entourées par des guillemets français : « et ».
- Les listes à puces sont à éviter, des paragraphes rédigés étant largement préférés. Les tableaux sont à réserver à la présentation de données structurées (résultats, etc.).
- Les appels de note de bas de page (petits chiffres en exposant, introduits par l'outil «  Source ») sont à placer entre la fin de phrase et le point final[comme ça].
- Les liens internes (vers d'autres articles de Wikipédia) sont à choisir avec parcimonie. Créez des liens vers des articles approfondissant le sujet. Les termes génériques sans rapport avec le sujet sont à éviter, ainsi que les répétitions de liens vers un même terme.
- Les liens externes sont à placer uniquement dans une section « Liens externes », à la fin de l'article. Ces liens sont à choisir avec parcimonie suivant les règles définies. Si un lien sert de source à l'article, son insertion dans le texte est à faire par les notes de bas de page.
- La présentation des références doit suivre les conventions bibliographiques. Il est recommandé d'utiliser les modèles {{Ouvrage}}, {{Chapitre}}, {{Article}}, {{Lien web}} et/ou {{Bibliographie}}. Le mode d'édition visuel peut mettre en forme automatiquement les références.
- Insérer une infobox (cadre d'informations à droite) n'est pas obligatoire pour parachever la mise en page.

Pour une aide détaillée, merci de consulter Aide:Wikification.
Si vous pensez que ces points ont été résolus, vous pouvez retirer ce bandeau et améliorer la mise en forme d'un autre article.
L'Anonyme de Bordeaux (ou Pèlerin de Bordeaux, ou Burdigalensis) est un pèlerin anonyme du IVe siècle qui a décrit  l'itinéraire — appelé Itinerarium Burdigalense ou Itinerarium Hierosolymitanum — qui l'a conduit de Bordeaux à Jérusalem, en l'an 333, ainsi que son retour, pour une partie en 334.

## Présentation

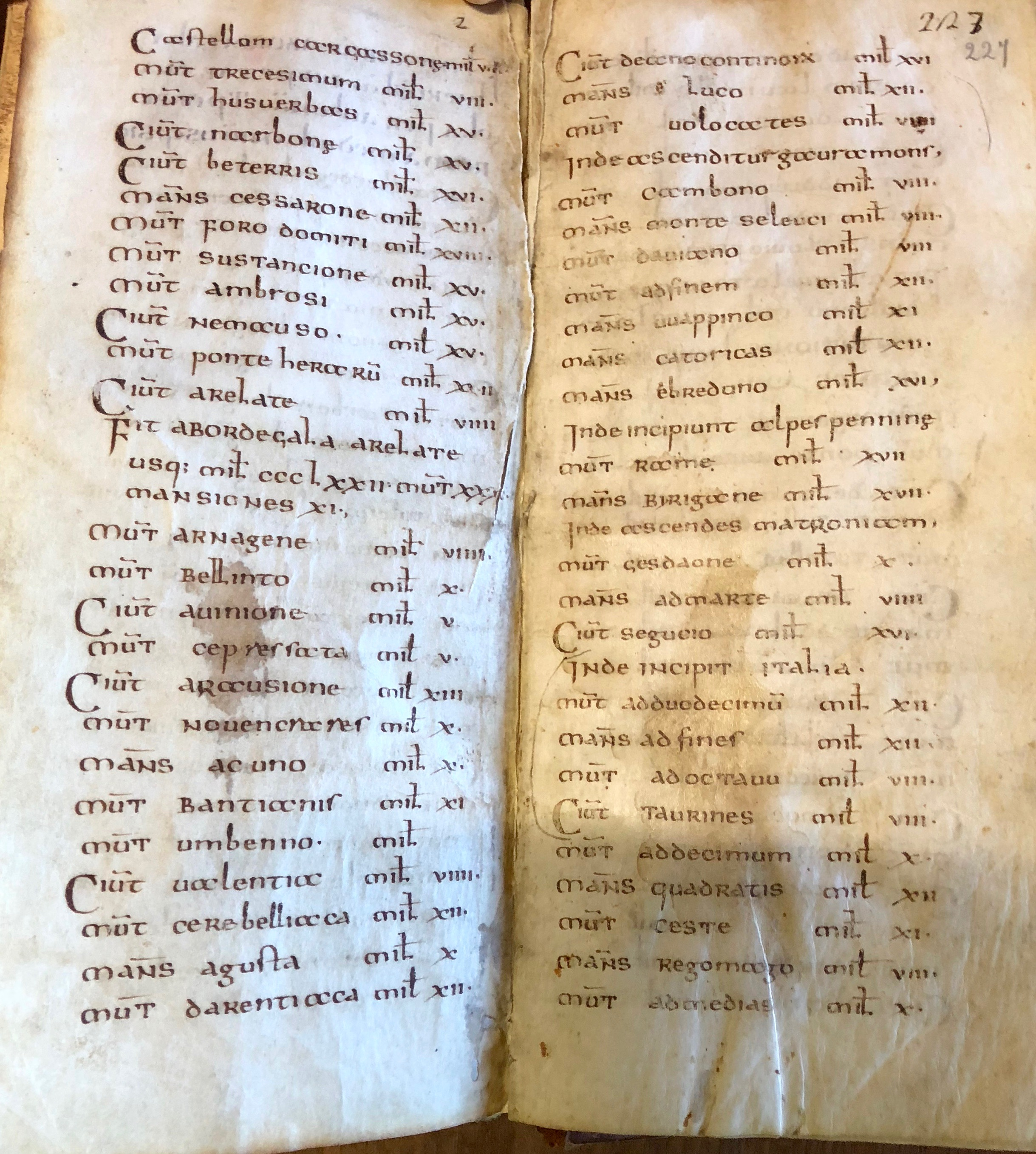
2e page du manuscrit conservé à la Bibliothèque Capitulaire de Vérone.

### Les manuscrits en notre possession et leurs copies
C'est le plus ancien document décrivant le pèlerinage de Jérusalem et la Terre sainte que l'on possède. Celui-ci a été effectué par un habitant de Bordeaux (en 333) à l'époque de la ville gallo-romaine de Burdigala.
Son itinéraire est plus détaillé que les autres documents existants puisqu'il y ajoute chaque mutatio (relais routier où l'on change de chevaux) où il est passé. Ainsi, grâce à cet itinéraire, il a été possible de retrouver les traces de ces bâtiments situés en proximité de la voie romaine et d'un point d'eau. C'est le cas, par exemple, de la « mutatio Vanesia » qui a été découverte à la fin des années 1990 et a donné lieu à des fouilles de 2009 à 2013.
Toutes les étapes de son parcours sur les voies romaines ne sont entrecoupées que de quelques remarques jusqu'à l'arrivée en Terre Sainte. Ces lieux sont subdivisés en mutatio, mansio (gîte d'étape) et civitas (ville ou territoire) essentiellement.
À ce jour[Quand ?], seuls trois manuscrits de l’« itinerarium Burdigalense » sont connus dont le titre complet est Itinerarium a Burdigala Hierusalem usque; et ab Heraclea per Alaunam et per urbem Romam Mediolanum usque sic. Ce qui signifie : « itinéraire de Burdigala (Bordeaux) à Hierusalem (Jérusalem) et de Heraclea (Marmaraereğlisi), par Aulon (Vlora) et par la ville de Roma (Rome), à Mediolanum (Milan) ».
Un de ces manuscrits se trouve à la bibliothèque du chapitre de Vérone, un deuxième à la bibliothèque de l'ancienne abbaye de Saint-Gall et le troisième à la Bibliothèque nationale de France. Le manuscrit de Vérone n'est pas accessible en ligne. Le manuscrit conservé à l'abbaye de Saint Gall date du premier quart du IXe siècle, un fragment est accessible. Le troisième manuscrit, complet quant à lui, est accessible en ligne sur le site BNF Gallica. Il fait partie d'un ensemble d'itinéraires regroupés et il commence à la page 66r. Outre ce manuscrit, plus d'une centaine de documents traitant de ce pèlerinage sont accessibles en ligne sur ce même site.
Ces manuscrits sont le fruit de la copie d'un document antécédent et par la suite, plusieurs documents imprimés ont été réalisés.
À titre de référence, des éditions ultérieures peuvent être consultées comme un exemplaire de 1864 issu du manuscrit de Vérone, de la bibliothèque nationale de France ou un ouvrage de Gustav Parthey et Moritz Pinder de 1848.
Outre les erreurs initiales des moines copistes, ces documents imprimés qui ont suivi ont pu en rajouter. C’est ainsi qu’une étape a été rajoutée après Mediolanum (Milan). Cette ligne excédentaire, Fluvio Frigido se trouve en Slovénie, comme la rivière du même nom et la célèbre bataille de Frigidus ; il faut donc être prudent en utilisant ces manuscrits. De même, les noms, les distances et les synthèses peuvent diverger selon les parchemins et les copies ultérieures.
Le parcours aller comme indiqué dans le titre du document est continu de Bordeaux à Jérusalem. Par contre, le retour est décrit pour les seules parties qui diffèrent de l'aller : Constantinople (en fait Marmaraereğlisi) à Milan en passant par les Balkans puis en remontant la botte italienne via Rome.
Chaque tronçon du parcours donne lieu à un récapitulatif qui fait état de la distance cumulée et du nombre d'étapes et de relais. Les extrémités de ces tronçons sont systématiquement des hauts lieux de la chrétienté de cette époque.
À plusieurs occasions, l'itinéraire emprunté par le pèlerin n'est pas le plus court. Visiblement, il a fait des détours pour passer par des lieux où le christianisme était implanté. C'est le cas, par exemple, pour Arles et Valence pour le début du parcours. En effet, l'expansion du christianisme au IVe siècle était alors très partielle. Ces détours étaient occasionnés par la présence d'un diocèse et d'évêques réputés.

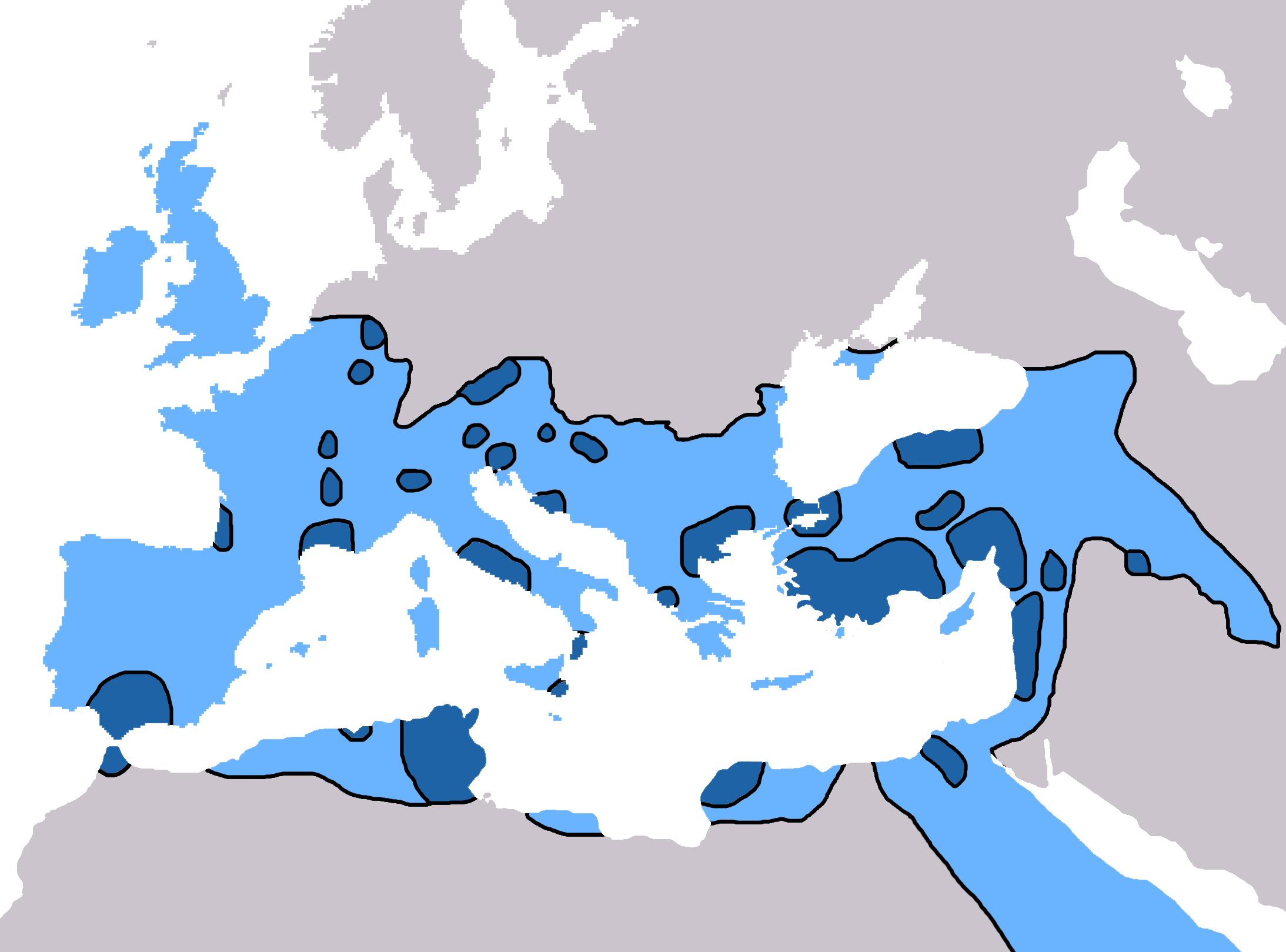
- Bleu foncé : christianisme en 325.
- Bleu clair : expansion du christianisme en 600

Sa description des lieux saints à Jérusalem est fort utile. En particulier, ses informations sur le mont du Temple sont parmi les plus précieuses, comme sur la lapis pertusus (roche trouée) vers laquelle les Juifs viennent pleurer, une fois par an, qui serait la première mention de la grotte sur laquelle sera bâti le Dôme du Rocher.

### Le Cursus publicus
L'anonyme de Bordeaux a fait le relevé de toutes les étapes de son parcours. Il a distingué le type de ces stations en deux catégories essentiellement : les mutationes et les mansiones. Ces dernières pouvaient être remplacées par des villes (civitas), des châteaux ou forts (castellum ou omis comme Ad Pirum) voire des villages (vicus). C'est donc la description détaillée de son parcours qu’il fait, réalisé grâce au Cursus publicus. Les autres itinéraires de l’Antiquité  (itinerarium) ne décrivent que les étapes (mansiones), l'anonyme triple le nombre de lieux connus en rajoutant les mutationes.
Son voyage a été effectué en profitant de l'hospitalité offerte en tant que porteur d'une evictio, d'un diploma ou tractoriae, le sésame pour utiliser tous les services du Cursus publicus. À ce titre, l'anonyme est une personnalité de haut niveau.
C'est aussi un chrétien qui fait le pèlerinage vers les lieux saints. Ce pourrait être un évêque, qui peut voyager accompagné. On pourrait imaginer l'évêque Orientalis et son diacre Flavius profitant une nouvelle fois du Cursus publicus pour se rendre bien plus loin qu'Arelate où il avait siégé au concile de 314. Malheureusement, ce sont les seuls noms de chrétiens de Burdigala du IVe siècle qui nous soient parvenus. Notre pèlerin a visité toutes les villes qui comptaient pour la chrétienté à cette époque, n'hésitant pas à faire des détours tout en restant sur les viae publicae, seules voies assujetties aux règles du cursus publicus.

### Le contexte historique
Cette période du IVe siècle a été très agitée. (à suivre)

## Itinéraire

### Burdigala
L'anonyme commence son récit par décrire sommairement sa ville.
« Civitas Burdigala, ubi est fluvius Garonna per quem facit mare Oceanum accessa et recessa, per leuga plus minus centum. »
« La ville de Bordeaux, où est le fleuve Garonne dans lequel les flux et reflux de l'océan (marées) se font sur plus ou moins cent lieues (220 km). »

### De Bordeaux à Toulouse (en lieues)
Les étapes de la première partie de ce pèlerinage jusqu'à Toulouse sont comptées en lieues gauloises (une lieue gauloise vaut 1,5 mille romain), tout le reste du parcours est en milles (milia passuum), l'unité romaine de distance correspondant à mille double-pas (1 478 m).
| Étapes               | Ville actuelle               | Remarques                                                                                              | Distances entre chaque étapes (en leuga) | Distances à partir de Bordeaux (en km) |
| -------------------- | ---------------------------- | --- | ---------------------------------------- | -------------------------------------- |
| Civitas Burdigala    | Bordeaux                     | | 0                                        | 0                                      |
| Mutatio Stomatas     | Saint-Médard-d'Eyrans        | | 7                                        | 17                                     |
| Mutatio Sirione      | Cérons                       | | 9                                        | ~ 39                                   |
| Civitas Vasatas,     | Bazas                        | Aussi connue sous le nom de Cossium                                                                    | 9                                        | ~ 65                                   |
| Mutatio Tres Arbores | Maillas                      | | 5                                        | ~ 87                                   |
| Mutatio Oscineio     | Losse                        | | 8                                        | ~ 104                                  |
| Mutatio Scittio      | Gabarret                     | | 8                                        | ~ 121                                  |
| Ciuitates Elusa      | Eauze                        | Cette grande cité possède encore une zone à fouiller libre de constructions.                           | 8                                        | ~ 140                                  |
| Mutatio Vanesia,     | La Molère, Saint-Jean-Poutge | La mutatio a été trouvée en 1999, après plusieurs campagnes de fouilles le site rendu à l'agriculture. | 12                                       | ~ 173                                  |
| Civitas Auscius,     | Auch                         | Autre nom : Eliberre, Eliumberris                                                                      | 8                                        | ~ 193                                  |
| Mutatio ad Sextum    | La Peyrère                   | | 6                                        | ~ 205                                  |
| Mutatio Hungunuerro  | Gimont                       | | 7                                        | ~ 217                                  |
| Mutatio Bucconis     | L'Isle-Jourdain              | | 7                                        | ~ 235                                  |
| Mutatio ad Iouem     | Léguevin                     | | 7                                        | ~ 249                                  |
| Civitas Tholosa      | Toulouse                     | Autre nom : Tolosa                                                                                     | 7                                        | ~ 266                                  |

Ce tronçon est décrit en lieues gauloises. Il est intégré au suivant dans la description de l'Anonyme. Le passage entre Bazas et Eauze est le plus incertain car la position des mutationes n'a pas été trouvée. Dans la table de Peutinger, Bordeaux et Toulouse, comme Gimont, ont deux maisons. Le parcours, qui y est décrit, passe par Le Mas d'Agenais, Agen et Lectoure. La route de l'Anonyme de Bordeaux jusqu'à Eauze puis Toulouse est originale mais est desservie par le cursus publicus puisqu’elle comporte des mutationes et mansiones.
Si les villes étapes (civitas) décrites sur cet itinéraire sont les seules, le parcours depuis Burdigala a nécessité 4 jours pour arriver à Tolosa : la distance des étapes était de 25 lieues jusqu'à Basas, puis 29 lieues pour gagner Eauze, 20 lieues jusqu'à Auch et enfin 34 lieues pour rejoindre Toulouse. Ce qui correspond à de longues étapes par rapport au reste du parcours.

### De Toulouse à Arles
| Étapes                           | Ville actuelle     | Remarques | Distances entre chaque étapes (en mille) | Distances à partir de Toulouse (en mille) |
| -------------------------------- | ------------------ | --- | ---------------------------------------- | ----------------------------------------- |
| Civitas Tholosa                  | Toulouse           | Autre nom : Tolosa. C'était déjà à cette époque un lieu de chrétienté comme l'atteste la vie de Saturnin (Saint Sernin) premier évêque de Toulouse | 0                                        | 0                                         |
| Mutatio ad Nonum (9 milles)      | Pompertuzat        | | 9                                        | 9                                         |
| Mutatio ad Vicesimum (20 milles) | L'Hôpital          | | 11                                       | 20                                        |
| Mansio Elusione                  | Montferrand        | | 9                                        | 29                                        |
| Mutatio Sostomago                | Castelnaudary      | Autre nom : Sostomagus | 9                                        | 38                                        |
| Vicus Hebromago                  | Bram               | Autre nom : Eburomagus | 10                                       | 48                                        |
| Mutatio Cedros                   | Caux-et-Sauzens    | | 6                                        | 54                                        |
| Castellum Carcassone             | Carcassonne        | Autre nom : Carcasum, colonia Iulia Carcasso | 8                                        | 62                                        |
| Mutatio Tricensimum (30 milles)  | Floure             | Autre nom : Cremadeills. Cette mutatio est située à 30 milles de Narbonne                                                                          | 8                                        | 70                                        |
| Mutatio Hosuerbas,               | Lézignan-Corbières | | 15                                       | 85                                        |
| Civitas Narbone                  | Narbonne           | Narbo Martius avait perdu de sa superbe avant le passage de l'Anonyme                                                                              | 15                                       | 100                                       |
| Civitas Beterris                 | Béziers            | | 16                                       | 116                                       |
| Mansio Cessarone,                | Saint-Thibéry      | Autres noms : Cesserone, Cessirone ou bien encore Araura (selon l'itinéraire d'Antonin en relation avec le fleuve Arauris                          | 12                                       | 128                                       |
| Mutatio Foro Domiti              | Montbazin          | | 18                                       | 146                                       |
| Mutatio Sostantione              | Castelnau-le-Lez   | À cette époque, Montpellier n'existait pas. Autre nom : Sextantio, Substation                                                                      | 15                                       | 161                                       |
| Mutatio Ambrosi                  | Pont Ambroix       | Autre nom : Ambrussum | 15                                       | 176                                       |
| Civitas Nemauso                  | Nîmes              | Autre nom : Colonia Augusta Nemausus | 15                                       | 191                                       |
| Mutatio ponte Aerarium           | Bellegarde         | Le pèlerin fait un crochet vers Arles | 12                                       | 203                                       |
| Civitas Arelate                  | Arles              | Autre nom : colonia Julia Paterna Arelate Sextanorum                                                                                               | 8                                        | 211                                       |

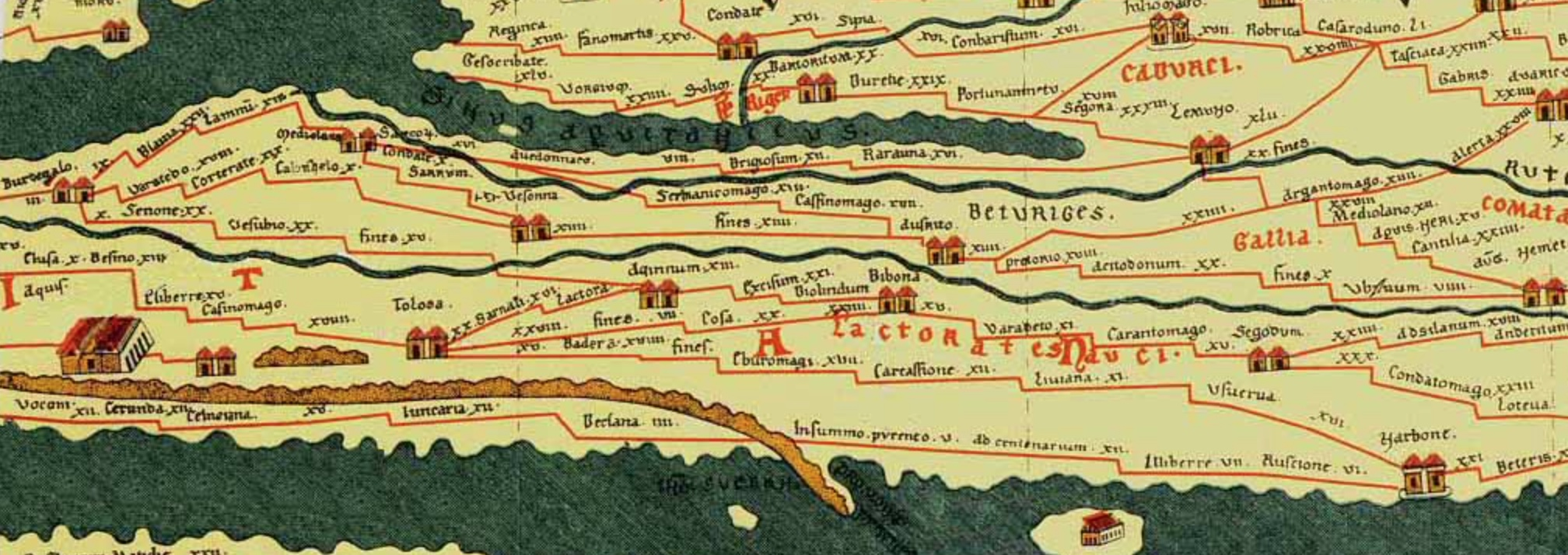
Extrait de la Table de Peutinger : seules Burdigala, Tolosa et Narbone ont deux maisons sur cette partie de l'itinéraire

La synthèse du tronçon de Bordeaux à Arles selon l'auteur est : « Fit a Burdigala Arelate usque milia CCCLXXII, mutationes XXX, mansiones XI ». Total de Burdigala (Bordeaux) à Arelate (Arles) 372 milles, 30 changements et 11 étapes.
Le décompte selon les données de ces deux premiers tableaux est proche : 376 milles (en considérant 1 lieue gauloise = 1,5 mille romain), 31 changements et 11 haltes. Il faut noter que le pèlerin comptabilise tous les changements quel que soit le type (mutatio, civitas ou mansio).
Le parcours, depuis Toulouse, suit les voies romaines : Via Aquitania jusqu'à Narbonne puis Voie Domitienne.
Le pèlerin fait un détour vers Arles depuis Nîmes, l'archevêché d'Arles était connu au IVe siècle, un concile s'y était tenu en 314 sous la présidence de Marin. De la même façon, il gagna ensuite Valence au lieu de suivre la voie directe vers Turin le long de la Durance. L’évangélisation de Valence a été réalisée par des disciples de saint Irénée, à la fin du IIe siècle, le pèlerin y passe naturellement.

### D'Arles à Milan

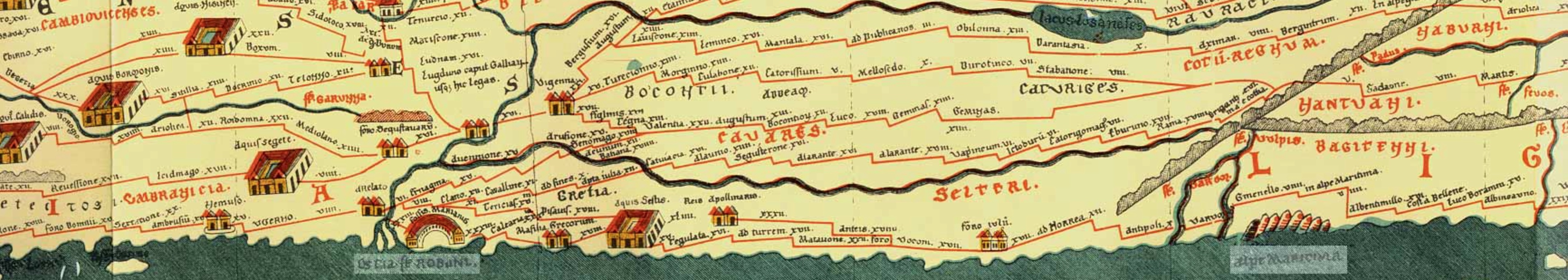
Extrait de la table de Peutinger : de Narbonne au col de Montgenèvre. Seules Nîmes et Arles ont deux maisons...

| Étapes                  | Ville actuelle                           | Remarques | Distances entre chaque étapes (en mille) | Distances à partir d'Arles (en mille) |
| ----------------------- | ---------------------------------------- | --- | ---------------------------------------- | ------------------------------------- |
| Mutatio Arnagine,       | Saint-Gabriel                            | Autre nom : Ernaginum, Ernagina | 8                                        | 8                                     |
| Mutatio Bellinto,       | La Roque, Graveson                       | | 5                                        | 23                                    |
| Civitas Auenione        | Avignon                                  | Autre nom : Avenio | 5                                        | 28                                    |
| Mutatio Cypresseta      | La Traille, Sorgues                      | Une incertitude sur la localisation précise existe                                                                                   | 15                                       | 43                                    |
| Civitas Arausione       | Orange                                   | Autre nom : Arausio, Arauso, Colonia Firma Iulia Secundanorum Arausio                                                                | 13                                       | 56                                    |
| Mutatio ad Letoce       | Bollène                                  | Le gué du Lez (Rhône) | 10                                       | 66                                    |
| Mutatio Novem Craris,   | Le Logis de Berre, les Granges Gontardes | | 10                                       | 76                                    |
| Mansio Acuno,           | Montélimar                               | | 12                                       | 88                                    |
| Mutatio Bantianis       | Bance, Saulce-sur-Rhône                  | Autre nom : Batania ou Untania | 12                                       | 100                                   |
| Mutatio Umbenno         | Les Battendons, Étoile-sur-Rhône         | | 8                                        | 108                                   |
| Civitas Valentia        | Valence                                  | | 12                                       | 120                                   |
| Mutatio Cerebelliaca    | Sainte-Cerbelle, Ourches                 | | 10                                       | 130                                   |
| Mansio Augusta          | Aouste-sur-Sye                           | Autre nom : Augusta Vocontiorum | 12                                       | 142                                   |
| Mutatio Darentiaca      | Saillans                                 | | 16                                       | 158                                   |
| Civitas Dea Vocontiorum | Die                                      | | 12                                       | 170                                   |
| Mansio Luco             | Luc-en-Diois                             | Autre nom : Lucus Municipium Vocontiorum capitale du nord des Voconces (Vasio Vocontiorum Vaison pour le sud) délaissée pour Die     | 8                                        | 178                                   |
| Mutatio Vologatis       | Beaurieres                               | Inde ascenditur Gaura mons : Ici commence la montagne de Gaura, montée vers le col de Cabre                                          | 8                                        | 186                                   |
| Mutatio Cambono         | La Beaume                                | | 8                                        | 194                                   |
| Mansio Monte Seleuci,   | La Bâtie-Montsaléon                      | | 8                                        | 212                                   |
| Mutatio Dauiano         | Veynes                                   | Autre nom : Davianum | 12                                       | 224                                   |
| Mutatio ad Finem        | la Roche-des-Arnauds ?                   | frontière entre les Voconces et les Avantiques                                                                                       | 11                                       | 235                                   |
| Mansio Vappinco         | Gap                                      | Autre nom : Vapincum | 12                                       | 247                                   |
| Mansio Catorigas        | Chorges                                  | | 16                                       | 263                                   |
| Mansio Ebreduno         | Embrun                                   | Autre nom : Eburodunum, Ebrodunensium, Inde incipiunt Alpes Cottiae, « ici commencent les Alpes Cottiae »                            | 17                                       | 280                                   |
| Mutatio Ramae           | Champcella                               | En rive droite de la Durance | 17                                       | 297                                   |
| Mansio Byrigante        | Briançon                                 | Autres noms : Brigantio, Brigantione, Brigantium, Inde ascendis Matronam, « on accède ici à Matrona », Col de Montgenèvre            | 10                                       | 307                                   |
| Mutatio Gesdaone        | Césanne                                  | Autre nom : Gadaone | 8                                        | 315                                   |
| Mansio ad Marte         | Oulx                                     | Autre nom : Ocelum | 16                                       | 331                                   |
| Civitas Segussione      | Suse                                     | Autre nom : Segusio, Segusium | 12                                       | 343                                   |
| Mutatio ad Duodecimum   | San Didero ou Bruzolo                    | | 12                                       | 355                                   |
| Mansio ad Fines         | Borgata Malano, Avigliana                | Autre nom : Ad Urbiacum, frontière entre Alpes Cottiæ et Taurini où était prélevé le Quadragesima Galliarum (quarantième des Gaules) | 8                                        | 373                                   |
| Mutatio ad Octavum      | Rivoli                                   | | 8                                        | 391                                   |
| Civitas Taurinis        | Turin                                    | Autre nom : Augusta Taurinum, Julia Augusta Taurinorum                                                                               | 10                                       | 401                                   |
| Mutatio ad Decimum      | Entre Settimo et Brandizzo               | | 12                                       | 413                                   |
| Mansio Quadratis        | Benne Verolengo                          | Autre nom : Quadrata | 11                                       | 424                                   |
| Mutatio Ceste           | Crescentino                              | | 8                                        | 442                                   |
| Mansio Rigomago         | Trino Vercellese                         | Autre nom : Rigomagus | 10                                       | 452                                   |
| Mutatio ad Medias       | Balzola ou Popolo, Casale Monferrato ?   | | 13                                       | 465                                   |
| Mutatio ad Cottias      | Cozzo                                    | | 12                                       | 477                                   |
| Mansio Laumello         | Lomello                                  | | 8                                        | 485                                   |
| Mutatio Duriis          | Dorno                                    | | 12                                       | 497                                   |
| Civitas Ticino          | Pavie                                    | Autre nom : Ticinum découlant du nom de la rivière                                                                                   | 10                                       | 507                                   |
| Mutatio ad Decimum      | Cascina Decima, Lacchiarella             | La ferme d'aujourd'hui porte le nom antique                                                                                          | 10                                       | 517                                   |
| Civitas Mediolanum      | Milan                                    | | 12                                       | 529                                   |
| Mansio fluuio Frigido   | Cologno-Monzese ?                        | Cette étape erronée est surabondante                                                                                                 |                                          |                                       |

Fit ab Arelate Mediolanum usque milia CCCCLXXV, mutationes LXIII, mansiones XXII
Total depuis Arelate (Arles) à Mediolanum (Milan), 475 milles, 63 changements, 22 haltes (mansiones)
En revanche, le décompte ci-avant de la distance et des changements est en écart significatif (529 milles, 43 changements et 21 haltes).
La dernière ligne de ce tronçon est visiblement en trop. Il s'avère que c'est une erreur de copiste puisque le fleuve Frigido est situé bien plus loin, en Slovénie.
Le parcours jusqu'à Valence se fait sur la via Agrippa, il se poursuit par la voie des Alpes puis rejoint la Via Domitia à Embrun. Cette route s'appelle plus précisément la Via Alpium Cottiarum entre Chorges (Caturigomagus) et la mansio Ad Fines avant Turin, les limites des Alpes Cottiae. Il se poursuit par la Via Ticinensis qui conduit jusqu'à Pavie, puis rejoignait Milan en ligne droite où l'accès se faisait par la porta Ticinencis.
Le franchissement des Alpes par le col de Montgenèvre n'a pas conduit au moindre commentaire.
Mediolanum, en plus d'être une capitale dans la période de l'Antiquité tardive, était le siège d'un développement du christianisme attesté par l'édit de Milan promulgué en 313 par Constantin et Licinius.

### De Milan à Aquilée
| Itinéraire de l’Anonyme de Bordeaux | Itinéraire de l’Anonyme de Bordeaux | Distances | Distances          | Distances                                                                                    |
| Nom latin                           | Nom actuel                          | Remarque  | Entre chaque étape | À partir de Milan                                                                            |
| Nom latin                           | Nom actuel                          | Remarque  | milles             | milles                                                                                       |
| Mutatio Argentea                    | Gorgonzola                          |           | 10                 | 10                                                                                           |
| Mutatio Argentea                    | Gorgonzola                          | 10        | 20                 |                                                                                              |
| Mutatio ponte Aureoli               | Pontirolo                           | 10        | 20                 |                                                                                              |
| Mutatio ponte Aureoli               | Pontirolo                           | 13        | 33                 |                                                                                              |
| Civitas Bergamo                     | Bergame                             | 13        | 33                 | autre nom : Bergomum                                                                         |
| Civitas Bergamo                     | Bergame                             | 12        | 45                 | autre nom : Bergomum                                                                         |
| Mutatio Tellegate                   | Telgate                             | 12        | 45                 |                                                                                              |
| Mutatio Tellegate                   | Telgate                             | 10        | 55                 |                                                                                              |
| Mutatio Tetellus                    | Ospitaletto                         | 10        | 55                 |                                                                                              |
| Mutatio Tetellus                    | Ospitaletto                         | 10        | 65                 |                                                                                              |
| Civitas Brixa                       | Brescia                             | 10        | 65                 | autre nom : Colonia Civica Augusta Brixia,                                                   |
| Civitas Brixa                       | Brescia                             | 11        | 76                 | autre nom : Colonia Civica Augusta Brixia,                                                   |
| Mansio ad Flexum                    | Desenzano Rivoltella del Garda      | 11        | 76                 |                                                                                              |
| Mansio ad Flexum                    | Desenzano Rivoltella del Garda      | 10        | 86                 |                                                                                              |
| Mutatio Beneventum                  | Ara Decima, Sona                    | 10        | 86                 |                                                                                              |
| Mutatio Beneventum                  | Ara Decima, Sona                    | 10        | 96                 |                                                                                              |
| Civitas Verona                      | Vérone                              | 10        | 96                 |                                                                                              |
| Civitas Verona                      | Vérone                              | 10        | 106                |                                                                                              |
| Mutatio Cadiano                     | Caldiero                            | 10        | 106                |                                                                                              |
| Mutatio Cadiano                     | Caldiero                            | 10        | 116                |                                                                                              |
| Mutatio Aureos                      | Fracanzana                          | 10        | 116                |                                                                                              |
| Mutatio Aureos                      | Fracanzana                          | 11        | 127                |                                                                                              |
| Civitas Vincentia                   | Vicenza                             | 11        | 127                |                                                                                              |
| Civitas Vincentia                   | Vicenza                             | 11        | 138                |                                                                                              |
| Mutatio ad Finem                    | Montegalda                          | 11        | 138                | aux limites des territoires de Vicenza et Padoue sur la Via Pelosa qui joignait les 2 villes |
| Mutatio ad Finem                    | Montegalda                          | 10        | 148                | aux limites des territoires de Vicenza et Padoue sur la Via Pelosa qui joignait les 2 villes |
| Civitas Pataui                      | Padoue                              | 10        | 148                | autre nom : Patavium                                                                         |
| Civitas Pataui                      | Padoue                              | 12        | 160                | autre nom : Patavium                                                                         |
| Mutatio ad Duodecimum               | Dolo                                | 12        | 160                |                                                                                              |
| Mutatio ad Nonum                    | Mestre                              |           | 11                 | 171                                                                                          |
| Civitas Altinum                     | Altino                              |           | 11                 | 171                                                                                          |
| Civitas Altinum                     | Altino                              | 8         | 179                |                                                                                              |
| Mutatio Sanos                       | Cessalto                            | 8         | 179                |                                                                                              |
| Mutatio Sanos                       | Cessalto                            | 10        | 189                |                                                                                              |
| Civitas Concordia                   | Concordia Sagittaria                | 10        | 189                | autre nom : Iula Concordia                                                                   |
| Civitas Concordia                   | Concordia Sagittaria                | 8         | 197                | autre nom : Iula Concordia                                                                   |
| Mutatio Apicilia                    | Latisana                            | 8         | 197                |                                                                                              |
| Mutatio Apicilia                    | Latisana                            | 8         | 215                |                                                                                              |
| Mutatio ad Undecimum                | Chiarisacco, San Giorgio di Nogaro  | 8         | 215                |                                                                                              |
| Mutatio ad Undecimum                | Chiarisacco, San Giorgio di Nogaro  | 11        | 226                |                                                                                              |
| Civitas Aquileia                    | Aquilée                             | 11        | 226                |                                                                                              |
| Civitas Aquileia                    | Aquilée                             | 11        | 236                |                                                                                              |

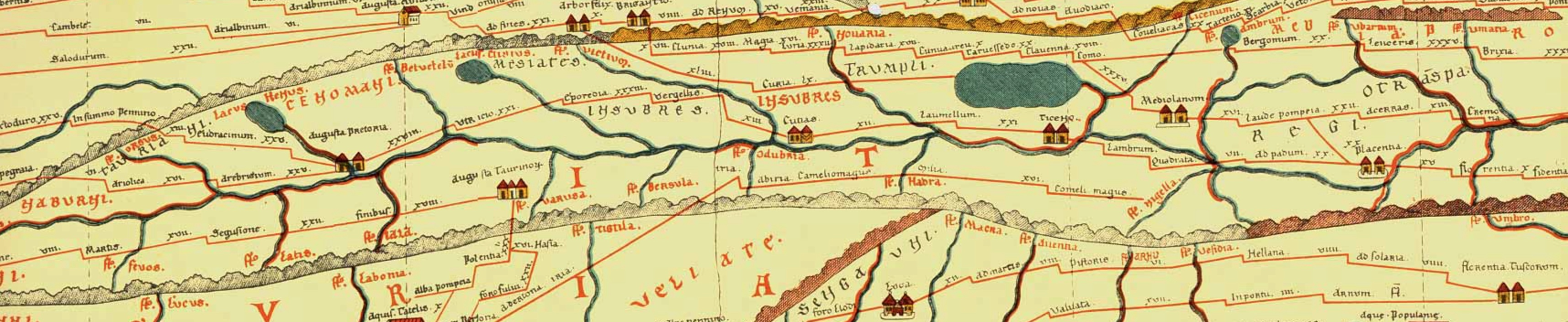
Seules Turin, Pavie et Milan ont deux maisons sur la table de Peutinger

Fit a Mediolano Aquileia usque milia CCLI, mutationes XXIIII, mansiones VIIII
Total de Mediolano (Milan) à Aquilea (Aquilée) 251 milles, 24 changements et 9 haltes.
Le décompte des étapes ci-avant est proche : 236 milles, 22 changements et 9 haltes.

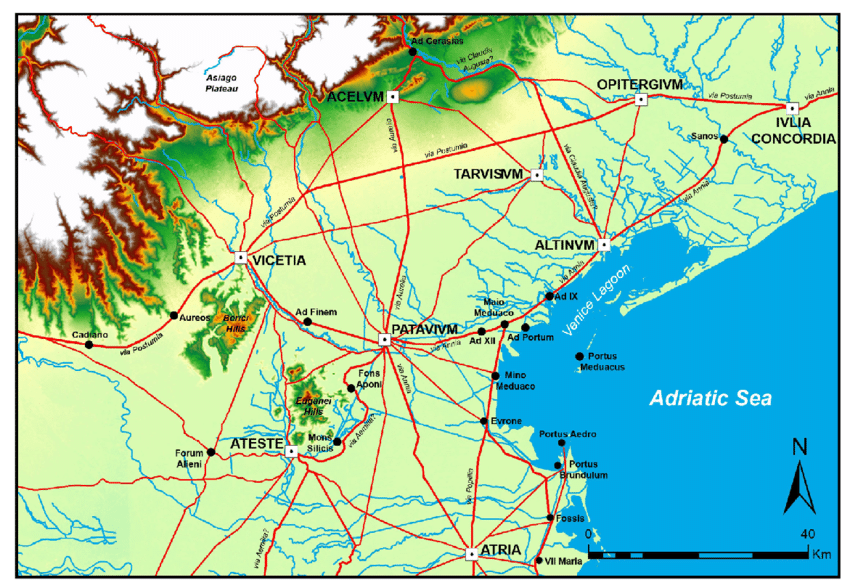
Les routes sont en rouge, le réseau de rivières et canaux en bleu, les grandes villes avec un carré et les autres lieux un point noir.

Dans la plaine entre Mestre et Aquilée, il est possible de suivre une grande partie du tracé de la voie romaine (Via Annia) par des photographies aériennes réalisées en période de sécheresse. La ville d'Altinum a d'ailleurs été retrouvée à partir d'une campagne de photographies de ce type qui a permis de révéler l'ampleur de la ville antique.
Depuis Milan, l'Anonyme emploie un tracé classique sur des voies romaines : La via Gallica jusqu'à Vérone rejoignant la via Popilia (Via Annia du nord) à Padoue pour finir au terme de ce tronçon. Sur la Tabula Peutingeriana, seules Verona et Altinum ont deux maisons, Aquileia qui est décrite comme une ville splendide est représentée enceinte de murailles à 6 tours. Elle fait partie avec Nicomédie (Izmit), Nicée (Iznik), et Ravenne, des rares villes de deuxième rang après les trois villes ceintes de médaillons que sont Rome, Constantinople et Antioche.
La ville d'Aquilée était à l'époque un autre grand foyer du christianisme. Elle a été entre le IVe siècle et le XVe siècle, le siège du patriarcat d'Aquilée.

### D'Aquileia à Sirmium
L'anonyme de Bordeaux gagne Emona en suivant la Via Gemina. De là, il aurait pu rejoindre Sirmium par la voie directe suivant le cours de la rivière Save. Il prend une route plus septentrionale et plus longue suivant le cours de la Drava, probablement parce que la plupart des grandes villes sur ce parcours ont été évangélisées avant la fin du IIe siècle. Il rejoint la via Militaris qu'il suivra jusqu'à Constantinople.

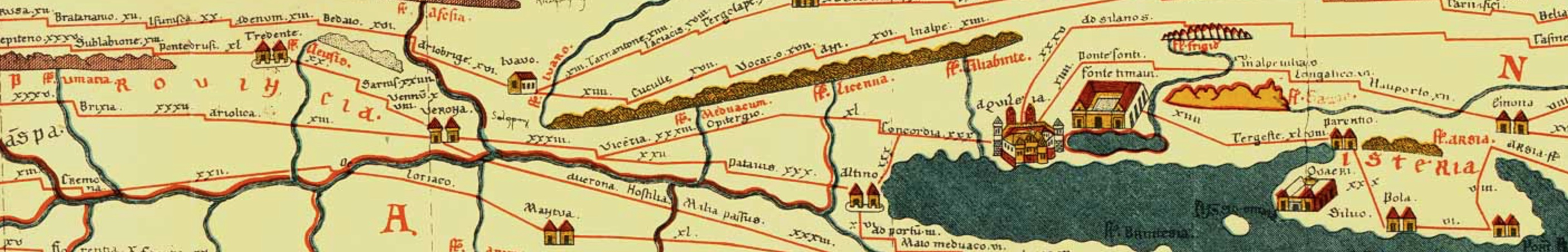
La table de Peutinger : le parcours de l'anonyme de Bordeaux. Au-delà d'Aquileia, Emona à deux maisons…

| Itinéraire de l'Anonyme de Bordeaux         | Itinéraire de l'Anonyme de Bordeaux   | Itinéraire de l'Anonyme de Bordeaux | Distances (en milles) | Distances (en milles) |
| Nom latin                                   | Nom actuel                            | Remarque | Entre chaque étape    | à partir d'Aquileia   |
| Mutatio ad Undecimum                        | près de Gradisca d'Isonzo             | | 11                    | 11                    |
| Mutatio ad Fornolus                         | Prvačina                              | | 12                    | 23                    |
| Mutatio Castra                              | Ajdovščina                            | autre nom : Castra ad Fluvium Frigidum (rivière Hubelj). C'est cette étape qui a donné lieu à un rajout erroné après Mediolanum (Milan). Compte tenu des stations avant et après, Castra serait une mansio à 35 milles d’Aquileia et précédant Longatico à 19 milles. | 12                    | 35                    |
| Inde surgunt alpes iulae                    | ici s'élèvent les Alpes juliennes     | |                       |                       |
| Ad Pirum Summas Alpes                       | Hrusica                               | Le fort "au Poirier", situé au col, faisait partie de la barrière des Alpes Juliennes : Claustra Alpium Iuliarum. Ad Pirum n’est pas référencé comme mutatio ou mansio. C’est un des rares cas de l’itinéraire.                                                       | 9                     | 44                    |
| Mansio Longatico,                           | Logatec                               | | 10                    | 54                    |
| Mutatio ad Nonum                            | Log pri Brezovici                     | | 9                     | 63                    |
| civitas Emona                               | Ljubljana                             | autre nom : Colonia Iulia Aemona | 14                    | 77                    |
| Mutatio ad Quartodecimo                     | Groblje (Rodica)                      | La quatorzième station ou milliaire ? Possiblement à 14 milles de la frontière avec le Norique | 10                    | 87                    |
| Mansio Hadrante,                            | Trojane                               | autres noms : Atrans, Adrante | 13                    | 100                   |
| Fines Italiae et Norci                      | Frontière entre l'Italie et le Norici | Limite de la Regio X et de Noricum |                       |                       |
| Mutatio ad Medias                           | Gomilsko ?                            | Mutatio au milieu de la route (entre Celeia et la frontière du Norique/Regio X ?) | 13                    | 113                   |
| Civitas Celeia                              | Celje                                 | autres noms : Kelea, Municipium Claudium Celeia | 13                    | 126                   |
| Mutatio Lotodos                             | Stranice                              | Bien que non trouvée la position de la mutatio est proche de Stranice, en effet, 4 bornes milliaires ont été trouvées entre Stranice et Celje. | 12                    | 138                   |
| Mansio Ragindone,                           | Spodnje Grušovje                      | autre nom : Ragando, Ragundone | 12                    | 150                   |
| Mutatio Pultovia                            | Stražgonjca                           | | 12                    | 162                   |
| Civitas Poetouione                          | Ptuj                                  | autre nom : Poetovio La halte de l’anonyme a pu se faire dans le fort de la légion romaine en rive droite de la Drave, face à Ptuj d’aujourd’hui. | 12                    | 174                   |
| Transit pontem, intras Pannoniam Inferiorem |                                       | Traversée d'un pont, entrée en Pannonie inférieure |                       |                       |
| Mutatio Ramista                             | Formin                                | | 9                     | 183                   |
| Mansio Aqua Viva                            | Petrijanec                            | | 9                     | 192                   |
| Mutatio Populis                             | Varaždin                              | | 10                    | 202                   |
| Civitas Iouia                               | Ludbreg                               | | 9                     | 211                   |
| Mutatio Sunista                             | Kunovec Breg                          | Autre nom : Sonista | 9                     | 220                   |
| Mutatio Peritur                             |                                       | autre nom : Piretis | 12                    | 232                   |
| Mansio Lentolis                             | Stari Gradac                          | Autres noms : Lentolis, Luntulis ou Lentulus | 12                    | 244                   |
| Mutatio Cardono                             |                                       | Cette station pourrait coïncider avec Jovia notée sur la carte de Peutinger. | 10                    | 254                   |
| Mutatio Cocconis                            | Sopje                                 | | 12                    | 266                   |
| Mansio Serota                               | Virovitica                            | | 10                    | 276                   |
| Mutatio Bolentia                            | Orešac                                | | 10                    | 286                   |
| Mansio Maurianis                            | Donji Miholjac                        | | 9                     | 295                   |
| Intras Pannoniam superiorem                 |                                       | Entrée en Pannonie supérieure |                       |                       |
| Mutatio Serena                              | Viljevo                               | | 8                     | 303                   |
| Mansio Vereis                               | Podgajci Podravski                    | | 10                    | 313                   |
| Mutatio Ioulia                              | Valpovo                               | | 8                     | 321                   |
| Mutatio Mersella                            | Petrijevci                            | | 8                     | 329                   |
| Civitas Mursa                               | Osijek                                | autre nom : Colonia Aelia Mursa | 10                    | 339                   |
| Mutatio Leutuoano                           | Bobota (Croatie)                      | | 12                    | 351                   |
| Civitas Cibalis                             | Vinkovci                              | autre nom : Cibalae, Colonia Aurelia Cibalae | 12                    | 363                   |
| Mutatio Caelena                             | Orolik                                | | 11                    | 374                   |
| Mansio Ulmo                                 | Tovarnik                              | | 11                    | 385                   |
| Mutatio Spaneta                             | Bacinci                               | | 10                    | 395                   |
| Mutatio Vedulia                             | Martinci                              | | 8                     | 403                   |
| Civitas Sirmium                             | Sremska Mitrovica                     | À cette époque Sirmium était la capitale et Belgrade (Singudino) n'était qu'une petite ville. 10 empereurs romains furent originaires de Sirmium. | 8                     | 411                   |

Fit ab Aquileia Sirmium usque milia CCCCXII, mansiones XVII, mutationes XXXVIII : total entre Aquileia et Sirmium (Mitrovica) 412 milles, 17 haltes et 38 changements. Le cumul ci-avant est très proche de celui de l'Anonyme de Bordeaux.

### De Sirmium à Sofia
L'anonyme de Bordeaux emprunte ensuite la Via Militaris ou Via Diagonalis qui relie Sirmium à Constantinople. La description de son itinéraire est de loin le plus précis des témoignages quant aux étapes traversées.
|                                  | Nom actuel                                       | Remarque                                           | Distance | À partir de Sirmium |
| Mutatio Fossis                   | Šašinci Jarak                                    |                                                    | 9        | 9                   |
| Civitas Bassianis                | Donji Petrovci Доњи Петровци                     | autres noms : Bassianae, Basijana,                 | 10       | 19                  |
| Mutatio Noviciani                | Simanovci ? Krnješevci ou Ašanja ?               |                                                    | 12       | 31                  |
| Mutatio Altına                   | Surčin                                           |                                                    | 11       | 42                  |
| Civitas Singiduno                | Belgrade                                         | Autre nom : Singidunum                             | 8        | 50                  |
| Fines Pannoniae et Misiae        | Frontière entre Pannonie et Mésie                |                                                    |          | 50                  |
| Mutatio ad Sextum                | Mali Mokri Lug                                   |                                                    | 6        | 56                  |
| Mutatio Tricornio Castra         | Ritopek                                          |                                                    | 6        | 62                  |
| Mutatio ad Sexttum Miliarem      | Grocka                                           |                                                    | 7        | 69                  |
| Civitas Aureo Monte              | Smederevo                                        | Monsaureus (Mons Aureus, Aureus Mons, Aureo monte) | 6        | 75                  |
| Mutatio Vingeio                  | Vinceia                                          |                                                    | 6        | 81                  |
| Civitas Margo                    | Morava                                           |                                                    | 9        | 90                  |
| Civitas Viminacio                | Kostolac                                         | Viminatium (ville légionnaire)                     | 10       | 100                 |
| Ubi Diocletianus occidit Carinum | Où Dioclétien tua Carinus                        |                                                    |          | 100                 |
| Mutatio ad nonum                 | Nabrje                                           |                                                    | 9        | 109                 |
| Mansio Munecipio                 | Kaliste                                          |                                                    | 9        | 118                 |
| Mutatio Iovis Pago               | Veliko Laole                                     |                                                    | 10       | 128                 |
| Mutatio Bao                      |                                                  |                                                    | 7        | 135                 |
| Mansio Idomo                     | Medveđa                                          |                                                    | 9        | 144                 |
| Mutatio as Octavum               | Drazmirovac Glogovac                             |                                                    | 9        | 153                 |
| Mansio Oromago                   | Horreum Margi Tjuprija ? Ćuprija                 | Horreum Margi (Horrea Margi, Orea Margi)           | 8        | 161                 |
| Finis Myssiae et Asiae           | frontière entre Mésie et Asie (province romaine) |                                                    |          | 161                 |
| Mutatio Sarmatorum               | Gornji Vidovac                                   | Sarmatae                                           | 12       | 173                 |
| Mutatio Caminitas                | Razanj ?                                         | Cametae Cametas                                    | 11       | 184                 |
| Mansio Ipompeis                  | Rutevac                                          | Praesidium Pompei                                  | 9        | 193                 |
| Mutatio Rampiana                 | Draževac Alexinatz                               |                                                    | 12       | 205                 |
| Civitas Naisso                   | Nisch Niš                                        | Naissus                                            | 12       | 217                 |
| Mutatio Redicibus                | Banja                                            | Radices                                            | 12       | 229                 |
| Mutatio Ulmo                     | Ostrovica (Niška Banja)                          | mutatio Ulmo (Ulmus)                               | 7        | 236                 |
| Mansio Romansiana                | Bela Palanka                                     | Remisiana                                          | 9        | 245                 |
| Mutatio Latina                   | Telovac ?                                        |                                                    | 9        | 254                 |
| Mansio Turribus                  | Pirot                                            | Turres                                             | 9        | 263                 |
| Mutatio Translitis               | près de Dimitrovgrad (Serbie)                    |                                                    | 12       | 275                 |
| Mutatio Ballanstra               | Kalotina                                         |                                                    | 10       | 285                 |
| Mansio Meldia                    | Dragoman                                         |                                                    | 9        | 294                 |
| Mutatio Scretisca                | Kostinbrod                                       |                                                    | 12       | 306                 |
| Civitas Serdica                  | Sofia                                            |                                                    | 11       | 317                 |

« Fit ab Sirmium Serdica usque milia CCCXIIII, mutationes XXIIII, mansiones XIII »
« Total entre Sirmium (Mitrovica) et Sofia : 314 milles, 24 changements et 13 haltes. »

### De Sofia à Istanbul
|                         | Nom actuel                                         | Remarque | Distance | Depuis Sofia |
| Mutatio Extuomne        | Kazichene                                          | | 8        | 8            |
| Mansio Buragara         | Lesnovo (à 2km au NO)                              | Autres noms : Burgaraca | 9        | 17           |
| Mutatio Sparata         | Vakarel                                            | | 8        | 25           |
| Mansio Hilica           | Ihtiman                                            | Autre nom : Helice | 10       | 35           |
| Mutatio Soneio          | Trayanovi vrata                                    | Porte de Trajan (Succorum claustra = col de Succi) près de l’actuel village de Kapudzik Autres noms : Succi, Succurum                                                              | 8        | 43           |
| Fines Daciae et Traciae | frontière entre Dacie et Thrace                    | |          | 43           |
| Mutatio Ponte Ucasi     | Près de Dolno Varshilo                             | Autres noms : Pont Uqasi Pont sur la rivière Ucasus (Yavoritsa) affluent de la Maritsa                                                                                             | 6        | 49           |
| Mansio Bona Mansio      | 5 km avant Vetren (NO)                             | Autre nom : Lissas, Mansio Lissae, au nord d'un emporium réputé Pistiros | 6        | 55           |
| Mutatio Alusore         | Boshulya                                           | | 9        | 64           |
| Mansio Bosapare         | Sinitovo                                           | autre nom : Besapara | 12       | 76           |
| Mutatio Tugugero        | Yoakim Gruevo                                      | Autre nom : Tugugerum | 9        | 85           |
| Civitas Filopopuli      | Plovdiv                                            | Autres noms : Philippolis, Trimontium Phinipopolis, | 12       | 97           |
| Mutatio Sernota         | Manole                                             | | 10       | 107          |
| Mutatio Paramvole       | Belozem                                            | Autre nom : Parambole | 8        | 115          |
| Mansio Cillio           | Cherna Gora                                        | Autres noms : Cellae, Cillis | 12       | 127          |
| Mutatio Carassura       | 2 km à l'est de Rupkite près de la rivière Starata | Autre nom : Karasura | 9        | 136          |
| Mansio Arzo             | Kalugerovo au nord de Simeonovgrad                 | Autre nom : Arzum, Arso | 11       | 147          |
| Mutatio Palae           | à 4km au NO d'Ovcharovo                            | | 7        | 154          |
| Mansio Castozobra       | Izvorovo(à 5km au sud-ouest du village)            | autre nom : Castra Iarba, Castris Rubris, Castra Rubra (le fort rouge) au deuxième siècle, Subzupara. À l'époque de l'Empire byzantin, il est devenu une station avec une colonie. | 11       | 165          |
| Mutatio Rhamis          | Proche de Lyubimets                                | autre nom : Ramis.Proche de la Maritsa, en face de Lyubimets | 7        | 172          |
| Mansio Burdista         | Svilengrad                                         | Autres noms : Burdipta, Burdenis. Au nord de la ville de Svilengrad, dans les hauteurs connues sous le nom de «Hisarya».                                                           | 11       | 183          |
| Mutatio Daphabae        | 4km à l'ouest de Kapitan Andreevo                  | Près de la frontière actuelle avec la Turquie | 11       | 194          |
| Mansio Nicae            | Havsa                                              | Autres noms : Nike, Nice, Hostizo, Ostudizo | 9        | 203          |
| Mutatio Tarpodizo       | Babaeski                                           | autres noms : Tarpodizus, Tarpudizos, Tarpudizos, Tarpudison, (depuis le manuscrit de Verona : Arbodizo, Arbodizum, Arboditio), Burtidizo puis Bulgarophygon                       | 10       | 213          |
| Mutatio Urisio          | 6 km au sud de Kırıkköy                            | autre nom : Urisium Près de la rivière Üsküp | 7        | 220          |
| Mansio Virgoles         | Lüleburgaz                                         | Autres noms : Bergule, Bergoule, Hadrianopolis, Arcadiopolis, Lule Bergas | 7        | 227          |
| Mutatio Narco           | à 4 km au SO d'Evrensekiz                          | | 8        | 235          |
| Mansio Drizupara        | Misinli                                            | Autre nom : Drousipara, Drizipara, Drusipara | 9        | 244          |
| Mutatio Tipso           | À 1 km au NO d'Ulaş                                | autres noms : Tipsum, Tipaso (près de la rivière Ergene) | 8        | 252          |
| Mansio Tunorullo        | Çorlu                                              | Autres noms : Tzouroulon, Tzurulum, Izirallum, Izirallo | 8        | 260          |
| Mutatio Beodizo         | près de Türkgücü                                   | | 8        | 268          |
| Civitas Heraclea        | Marmaraereğlisi                                    | autre nom : Perinthus, Heraclia, Perintos | 9        | 277          |
| Mutatio Baunne          | proche de Balaban, Sancaktepe                      | | 12       | 289          |
| Mansio Salambria        | Silivri                                            | autre nom : Salamembria | 10       | 299          |
| Mutatio Callun          | Büyükçekmece                                       | | 10       | 309          |
| Mansio Atyra            | Buyuk Chelmejeh                                    | | 10       | 319          |
| Mansio Regio            | Fatih, 34290 Küçükçekmece                          | | 12       | 331          |
| Civitas Constantinopoli | Istanbul                                           | autre nom : Bysantio | 12       | 343          |

Fit a Serdica Constantinopoli milia CCCCXIII, mutationes XII, mansiones XX. Total entre Serdica (Sofia) et Constantinopoli (Istanbul) 413 milles, 12 changements et 20 haltes.
Fit omnis summa a Burdigala Constantinopolim uicies bis centena uiginti unum milia, Stationes CCXXX, Mansiones CXII. Grand total entre Bordeaux et Istanbul 2221 milles, 230 changements et 112 haltes.
Item ambuIavimus Dalmatico et Dalmaticei, Zenofilo Cons. III kal. jun. a Calcidonia. Et reversi sumus Constantinopolim VII kal. jan. Consule- suprascripto. « Nous avons voyagé au cours du consulat de Dalmatius et Domitius Zenophilus, laissant la Chalcédoine le 30 mai et sommes retournés au cours du même consulat à Constantinople le 25 décembre » (c'est cette phrase qui confirme que le voyage aller y compris le retour des lieux saints jusqu'à Constantinople s'est déroulé en 333 car c'est cette année que Flavius Dalmatius et Domitius Zenophilus ont été nommés consuls).
Pour conforter, l'existence des haltes omises, il suffit d'observer l'itinéraire d'Antonin concernant cette partie de route où évidemment Hadrianopolis (Edirne) était une ville étape : Helice, Lissas, Bessapara, Philippopoli, Cillis, Opizo, Arso, Subzupara, Burdipta, Hadrianopoli, Ostudizo, Burtudizo, Bergule, Drizipara, Izirallo, Heraclia, Cenofrurio, Melantiada, Byzantio (Constantinopoli).
De même, la table de Peutinger indique : Bessapora, Ranilum, Pizo, Arzum, Castris Rubris, Burdenis, Hadrianopoli, Hostizo, Burtizo, Bergule, Drysiporo, Syrallo, Perintos, Cenopurio, Ad statuas, Melentiana, Constantinopolis.
Le voyage depuis Bordeaux jusqu'à Constantinople cumule 112 haltes, ce qui conduit à une durée minimale de 4 mois (avec une huitaine de jours supplémentaires pour repos ou rencontre prolongée). À ce rythme, le voyage a pu commencer début février 333. Il faut noter que le franchissement du col de Montgenèvre en période hivernale n'a pas conduit à signaler une quelconque difficulté majeure, l'Anonyme n'a rien noté de particulier.
Le voyage aller-retour Constantinople / Jérusalem a donc duré presque 7 mois. Il est légèrement plus long que le trajet jusqu'à Constantinople mais cette durée de 7 mois indique que le Pèlerin n'a pas été avare de son temps une fois arrivé sur les lieux saints. Si le retour s’est fait au même rythme, le pèlerin est revenu à Burdigala vers la fin avril 334.

### D'Istanbul à Nicomède
A Constantinopoli transis pontum, venis Calcedoniam, ambulas provinciam Bithyniam. Depuis Constantinople, traversée du Bosphore, arrivée à Chalcedoine (aujourd'hui Kadıköy) et voyage dans la province de Bithynie.
| Itinéraire de l'Anonyme de Bordeaux | Itinéraire de l'Anonyme de Bordeaux | Itinéraire de l'Anonyme de Bordeaux   | Distances (en milles) | Distances (en milles) |
| Nom latin                           | Nom actuel                          | Remarque                              | Entre chaque étape    | À partir d’Istambul   |
| Mutatio Nassete                     | près de Maltepe                     |                                       | 7                     | 7                     |
| Mansio Pandicia                     | Pendik                              | Autre nom : Panteichion, Kosilaos (?) | 7                     | 14                    |
| Mutatio Pontamus                    | À l'ouest de Gebze Şekerpınar       | autre nom : Potami                    | 13                    | 27                    |
| Mansio Libissa (en)                 | À l'est de Gebze                    | autres noms : Libyssa, Dakibyza       | 9                     | 36                    |
| Mutatio Brunga                      | Körfez Hereke                       | Autre nom : Brunca                    | 12                    | 48                    |
| Civitas Nicomedia                   | Nicomédie Izmit                     | Autre nom : Astacus                   | 13                    | 61                    |

Fit a Constantinopoli Nicomedia usque mil LVIII, mutationes VII, mansiones III Total entre Constantinopolis (Istanbul) et Nicomedia (Ismit), 58 milles, 7 changements, 3 haltes

### De Nicomède à Ankara
| Itinéraire de l'Anonyme de Bordeaux | Itinéraire de l'Anonyme de Bordeaux                    | Itinéraire de l'Anonyme de Bordeaux | Distances (en milles) | Distances (en milles) |
| Nom latin                           | Nom actuel                                             | Remarque                            | Entre chaque étape    | À partir de Nicomède  |
| Mutatio Hyribolum                   | Gölcük                                                 |                                     | 10                    | 10                    |
| Mansio Libum                        | près de Senaiye                                        |                                     | 11                    | 21                    |
| Mutatio Liada                       | Sarıağıl                                               |                                     | 12                    | 33                    |
| Civitas Nicia                       | Iznik                                                  |                                     | 8                     | 41                    |
| Mutatio Schinae                     | proche de Gaziler, au sud-ouest du lac Çerkeşli Göleti |                                     | 8                     | 49                    |
| Mansio Mido                         | près de Osmaneli                                       |                                     | 7                     | 56                    |
| Mutatio Chogeae                     | Selimiye Metedli                                       |                                     | 6                     | 62                    |
| Mutatio Thateso                     | près de Dikenli Boğaz                                  |                                     | 10                    | 72                    |
| Mansio Tutaio                       | Aricaklar                                              |                                     | 9                     | 81                    |
| Mutatio Protunica                   | proche de Karaahmetler                                 |                                     | 11                    | 92                    |
| Mutatio Artemis                     | Kilciler                                               |                                     | 12                    | 104                   |
| Mansio Dablae                       | Tarakli (Çayköy)                                       |                                     | 6                     | 110                   |
| Mansio Ceratae                      | Beydili                                                | [ e ]                               | 6                     | 116                   |
| Mutatio Finis                       | à l'est de Beydili Köyü                                |                                     | 10                    | 126                   |
| Mansio Dadastano                    | Karahisar Köyü ?                                       |                                     | 6                     | 132                   |
| Mutatio Trans Monte                 | Asagiblabica                                           |                                     | 6                     | 138                   |
| Mutatio Millia                      | Nallihan                                               |                                     | 11                    | 149                   |
| Civitas Juliopolis                  | Çayırhan ou Davutoğlan                                 | [ f ]                               | 6                     | 157                   |
| Mutatio Hicronpotamum               | rivière Siberis, Ala Dag Su Kirmir Cayi                |                                     | 13                    | 170                   |
| Mansio Agannia                      | Kirbasi                                                |                                     | 11                    | 181                   |
| Mutatio Petrobrogen                 | Acisu Beypazan                                         |                                     | 6                     | 187                   |
| Mansio Mnizos                       | près de Balçiçek Çiftliği                              | [ g ]                               | 10                    | 197                   |
| Mutatio Prasmon                     | Gökçebag                                               |                                     | 12                    | 209                   |
| Mansio Malogordis                   | Sud de Basbereket                                      |                                     | 9                     | 218                   |
| Mutatio Cenaxem Palidem             | Etimesgut                                              |                                     | 13                    | 231                   |
| Civitas Anchira Galatia             | Ankara                                                 | autre nom : Ancyra                  | 13                    | 244                   |

Mansio Malogordis ???
« Fit a Nicomedia Anchira Galatia usque milia cclviii, mutationes xxvi, mansiones xii. »
« Total entre Nicomedia (Izmit) et Ankara en Galatie, 258 milles, 26 changements, 12 haltes. »
Le nombre de mutations et de mansiones est correct mais la distance cumulée est de 14 milles trop courte.

### D'Ankara à Tarse
| Itinéraire de l'Anonyme de Bordeaux | Itinéraire de l'Anonyme de Bordeaux | Itinéraire de l'Anonyme de Bordeaux | Distances (en milles) | Distances (en milles) |
| Nom latin                           | Nom actuel                          | Remarque                            | Entre chaque étape    | À partir d'Ankara     |
| Mutatio Delemna                     | Gölbasi                             |                                     | 10                    | 10                    |
| Mansio Curueunta                    | Ogulbey                             |                                     | 11                    | 21                    |
| Mutatio Rosolodiaco                 | Deliler Çiftligi                    |                                     | 12                    | 33                    |
| Mutatio Aliassum                    | Afsar                               |                                     | 13                    | 46                    |
| Civitas Aspona (en)                 | Şedithöyük                          |                                     | 18                    | 64                    |
| Mutatio Galea                       | près de Büyük Bryik                 |                                     | 13                    | 77                    |
| Mutatio Andrapa                     | Kaçarli (tr)                        | [ i ]                               | 9                     | 86                    |
| Mansio Parnasso                     | Degirmenyolu (en)                   |                                     | 13                    | 99                    |
| Mansio Iogola                       | Près de Uzengilik (tr)              |                                     | 18                    | 115                   |
| Mansio Nitalis                      | près de Kabakülak (en)              |                                     | 18                    | 133                   |
| Mutatio Argustana                   | Yeniyuva                            |                                     | 13                    | 146                   |
| Civitas Colonia                     |                                     | 15                                  | 161                   |                       |
| Mutatio Momoasson                   | Gökçe                               |                                     | 12                    | 173                   |
| Mansio Anathiango                   | Bekarlar, Gülagaç]                  |                                     | 13                    | 186                   |
| Mutatio Chusa                       | près de Kuyulutatlar                |                                     | 12                    | 198                   |
| Mansio Sasima                       | Hasaköy                             |                                     | 12                    | 210                   |
| Mansio Andauilis                    | Andaval (en)                        | [ j ]                               | 16                    | 226                   |
| Civitas Thyana                      | Kemerhisar (en)                     | [ k ]                               | 18                    | 244                   |
| Civitas Faustinopoli                | Başmakçı                            |                                     | 12                    | 256                   |
| Mutatio Caena                       | près de Çiftehan                    |                                     | 13                    | 269                   |
| Mansio Opodando                     | Pozantı                             |                                     | 12                    | 281                   |
| Mutatio Pilas                       | Gülek Boğazı                        | [ l ]                               | 14                    | 295                   |
| Mansio Mansucrinae                  | Icel                                |                                     | 12                    | 307                   |
| Civitas Tarso                       | Tarsus Tarse                        | [ m ]                               | 12                    | 319                   |

Fit ad Anchira Galatia Tarso usque milia cccxliii, mutationes xxv, mansiones xviii.
Entre Anchira (Ankara) en Galatie et Tarse, 343 milles, 25 changements, 18 haltes.

### De Tarse à Antioche
| Itinéraire de l'Anonyme de Bordeaux | Itinéraire de l'Anonyme de Bordeaux | Itinéraire de l'Anonyme de Bordeaux | Distances (en milles) | Distances (en milles) |
| Nom latin                           | Nom actuel                          | Remarque                            | Entre chaque étape    | À partir de Tarse     |
| Mutatio Pargais                     | Gökçeler köyü                       |                                     | 13                    | 13                    |
| Civitas Adana                       | Adana                               |                                     | 14                    | 27                    |
| Civitas Mansista                    | à l'est de Suluca Yüreğir           |                                     | 18                    | 45                    |
| Mutatio Tardequeia                  | ?                                   |                                     | 15                    | 60                    |
| Mansio Catauolo                     | Karatepe Kurtpinar ?                |                                     | 16                    | 76                    |
| Mansio Baiae                        | Dörtyol Hatay                       |                                     | 17                    | 93                    |
| Mansio Alexandria Scabosia          | Iskenderun Alexandrette             |                                     | 16                    | 109                   |
| Mutatio Pictanus                    | Belen                               | [ n ]                               | 9                     | 118                   |
| Mansio Pagrios                      | Ötençay köyü yakını                 |                                     | 8                     | 126                   |
| Civitas Antiocha                    | Antakia Antioche                    |                                     | 16                    | 142                   |

Fit a Tarso Ciliciae Antiochia usque milia cxli, mutationes x, mansiones vii.
Entre Tarso (Tarse) en Cilicia (Cilicie) et Antiochia (Antakya), 141 milles, 10 changements (mutationes), 7 haltes (mansiones)
NB : le nombre de mutationes et de mansiones est correct. La distance cumulée est très proche.

### D'Antioche à Tyr
| Itinéraire de l'Anonyme de Bordeaux | Itinéraire de l'Anonyme de Bordeaux | Itinéraire de l'Anonyme de Bordeaux | Distances (en milles) | Distances (en milles) |
| Nom latin                           | Nom actuel                          | Remarque                            | Entre chaque étape    | À partir d’Antioche   |
| Ad Paladium Dafne                   | Hatay                               |                                     | 5                     | 5                     |
| Mutatio Hysdata                     | Senkoy (en) Hatay                   |                                     | 11                    | 16                    |
| Mansio Platanus                     | Yayladağı Hatay                     |                                     | 8                     | 24                    |
| Mutatio Baccaias                    | près de Ras Al Basit (en)           |                                     | 8                     | 32                    |
| Mansio Catelas                      | près de Wadi Qandil                 |                                     | 16                    | 48                    |
| Civitas Ladica                      | Latakieh                            |                                     | 16                    | 64                    |
| Civitas Gabala                      | Jebleh                              |                                     | 14                    | 78                    |
| Civitas Balaneas                    | Banias                              | [ o ]                               | 13                    | 91                    |
| Mutatio Maraccas                    | Marqueh Kharâb Marqiyé              |                                     | 10                    | 101                   |
| Mansio Antaradus                    | Tartous Tartus                      | [ p ]                               | 16                    | 117                   |
| Mutatio Spiclin                     | Al-Hamidiyah Mantar                 |                                     | 12                    | 129                   |
| Mutatio Basiliscum                  | vers Aarida                         |                                     | 12                    | 141                   |
| Mansio Arcas                        | Tell Arka                           |                                     | 8                     | 149                   |
| Mutatio Bruttus                     | Al-Abde Aabdeh                      |                                     | 4                     | 153                   |
| Civitas Tripoli                     | Tripoli                             |                                     | 12                    | 165                   |
| Mutatio Triclis                     | Saqqa al-Gadid                      |                                     | 12                    | 177                   |
| Mutatio Bruttos                     | Alia                                |                                     | 12                    | 189                   |
| Mutatio Alcobile                    | Djbeil (l’ancienne Byblos)          |                                     | 12                    | 201                   |
| Civitas Birito                      | Beyrouth                            |                                     | 12                    | 213                   |
| Mutatio Heldua                      | Khan Khulda Khaldé                  |                                     | 12                    | 225                   |
| Mutatio Parphirion                  | Jiyeh                               |                                     | 8                     | 233                   |
| Civitas Sidona                      | Saida Sidon                         |                                     | 8                     | 241                   |
| Inde Sarepta                        | Sarafand                            | [ q ]                               | 9                     | 250                   |
| Mutatio ad Nonum                    | Adloun (en)                         |                                     | 4                     | 254                   |
| Civitas Tyro                        | Sour Tyr                            |                                     | 12                    | 266                   |

« (la)Fit ab Antiochia Tyro usque milia clxxiiii, mutationes xx, mansiones xi ». en français : « Entre Antiochia (Antakya) et Tyre (Sour), 174 milles, 20 changements et 11 haltes. »
Il existe bien 11 haltes mais le nombre de changements et la distance cumulée sont en écart notable

### De Tyr à Caesarea Palestina
| Itinéraire de l'Anonyme de Bordeaux | Itinéraire de l'Anonyme de Bordeaux | Itinéraire de l'Anonyme de Bordeaux             | Distances (en milles) | Distances (en milles) |
| Nom latin                           | Nom actuel                          | Remarque                                        | Entre chaque étape    | À partir de Tyr       |
| Mutatio Alexandroschene             | proche de Mazraat Deir Hanna        |                                                 | 12                    | 12                    |
| Mutatio Ecdeppa                     | Nahariya                            |                                                 | 12                    | 24                    |
| Civitas Ptolomaida                  | Saint-Jean-d'Acre, Acre, Akko       | autre nom : Ptolémais, Antiocha Ptolemais       | 8                     | 32                    |
| Mutatio Calamon                     | Kfar Bialik                         |                                                 | 12                    | 44                    |
| Mansio Sicaminos                    | Haïfa                               | (1) autre nom : Sycaminum, Sycaminus, Sycaminon | 3                     | 47                    |
| Mutatio Certha                      | Atlit                               | (2)                                             | 8                     | 55                    |
| Civitas Caesarea Palestina          | Kaisarieh Césarée                   | (3) autre nom : Caesarea Maritima               | 8                     | 63                    |

Fit a Tyro Caesarea Palestina milia lxxiii, mutationes ii, mansiones iii.
Entre Tyre (Sour) et Caesarea Palestina (Kaisarieh), 73 milles, 2 changements, 3 haltes.
Seul le nombre de haltes est correct.
(1) Ibi est mons Carmelus, ibi Helias sacrificium faciebat. Ici est le Mont-Carmel où Elie offrit un sacrifice
(2) Fines Syriae Finices et Palestinae  Frontière entre la Syrie, Phénicie et Palestine.
(3) id est Iudaea /(Judée) « (la) Ibi est Balneus Cornelii centurionis, qui multas elymosynas faciebat. » en français : « Ici est le baptistère de Cornélius (Corneille) le centurion qui a donné beaucoup d'aumônes. »

### De Caesarea Palestina à Jérusalem
| Itinéraire de l'Anonyme de Bordeaux | Itinéraire de l'Anonyme de Bordeaux | Itinéraire de l'Anonyme de Bordeaux | Distances (en milles) | Distances (en milles) |
| Nom latin                           | Nom actuel                          | Remarque                            | Entre chaque étape    | À partir de Caesarea  |
| Civitas Maximianopoli               | Omen                                |                                     | 18                    | 18                    |
| Civitas Isdradela                   | Jezreel, Jezraël                    | [ r ]                               | 10                    | 28                    |
| Civitas Scithopoli                  | Beisan                              | autre nom : Sciopolis, Scythopolis  | 12                    | 40                    |
| Aser                                | Teyasir                             | [ s ]                               | 16                    | 56                    |
| Civitas Neapoli                     | Naplouse                            | [ t ]                               | 15                    | 71                    |
| Bethar                              | Béthel                              | [ u ]                               | 28                    | 99                    |
| Hierusalem                          | Jérusalem                           |                                     | 12                    | 111                   |

« Fit a Caesarea Palestina Hierusalem usque milia CXVI, mansiones IIII, mutationes IIII. »
« Entre Caesarea Palestina (Kaisarieh) et Jérusalem, 116 milles, 4 haltes et 4 changements. »
C’est à partir de cette étape que l’anonyme de Bordeaux fit de nombreuses descriptions qui ont une portée historique puisque peu de textes ont décrit ces lieux autour de l’an 333.
« Inde est tertio miliario mons Syna, ubi fons est, in quem mulier est lauerit, grauida fit. »
« À la troisième miliaire [après Caesarea Palestina] se trouve le Mont Syna, où il y a une fontaine, dans laquelle, si une femme se baigne, elle tombe enceinte. »
« Inde ad pedem montis ipsius locus est, cui nomen est Sechim. Ibi est monumentum, ubi positus est Ioseph in uilla, quam dedit ei Iacob pater eius. Inde rapta est et Dina filia Iacob a filiis Amorreorum. »
« Au-delà, au pied de la montagne elle-même, est un lieu nommé Sichem. Ici se trouve le tombeau dans lequel Joseph repose, sur une parcelle que son père Jacob lui a donné. C'est d'ici que Dinah, la fille de Jacob, a été emportée par les enfants des Amorrites. »
« Inde passus mille locus est cui nomen Sechar, unde descendit mulier Samaritana ad eundem locum, ubi Iacob puteum fodit, ut de eo aquam impleret, et dominus noster Iesus Christus cum ea locutus est ; ubi sunt et arbores platani, quas plantauit Iacob, et balneus, qui de eo puteo lauatur. »
« À un mille de là se trouve un lieu nommé Sichar, d'où la femme de Samarie descendit, à l'endroit où Jacob avait creusé le puits [de 2,50 mètres de diamètre avec une profondeur avoisinant une trentaine de mètres], afin d'y puiser de l'eau, et notre seigneur Jésus Christ parla avec elle ; En ce lieu, il y a des arbres que Jacob a planté et un baptistère alimenté par l'eau du puits. »
« Inde passus mille est locus, ubi Iacob, cum iret in Mesopotamiam, addormiuit, et ibi est arbor amigdala, et uidit uisum et angelus cum eo luctatus est. Ibi fuit rex Hieroboam, ad quem missus propheta, ut conuerteretur ad deum excelsum ; et iussum fuerat prophetae, ne cum pseudoprophetam, quem se cum rex habebat, manducaret, et quia seductus est a pseudopropheta et cum eo manducauit rediens, occurrit prophetae leo in uia et occidit eum. Inde Hierusalem milia xii. »
« À un mille de là se trouve l'endroit où Jacob a dormi lorsqu'il voyagea en Mésopotamie, et on y voit l'amandier, et c'est ici que Jacob a eu sa vision et l'ange a lutté avec lui. Jéroboam était roi en ce lieu, quand le prophète lui a été envoyé pour lui dire qu'il devait se tourner vers le Dieu très haut ; le prophète reçut l'ordre de ne pas manger le pain avec le faux prophète que le roi gardait auprès de lui, et parce qu'il fut trompé par le faux prophète et qu'il mangea du pain avec lui, comme il s'en retournait, un lion surprit le prophète sur sa route et le tua.
De là à Jérusalem, 12 milles. »

### À Jérusalem[note 3]
« Sunt in Hierusalem piscinae magnae duae ad latus templi, id est una ad dexteram, alia ad sinistram, quas Salomon fecit, interius uero ciuitati sunt piscinae gemellares quinque porticus habentes, quae appellantur Behtsaida. Ibi aegri multorum annorum sanabantur. Aquam autem habent hae piscinae in modum coccini turbatam. Est ibi et cripta, ubi Salomon daemones torquebat. Ibi est anglus turris excelsissimae, ubi dominus ascendit et dixit ei is, qui temptabat eum, et ait ei dominus : non temptabis dominum deum tuum, sed illi soli seruies. Ibi est et lapis angularis mangus, de quo dictum est : lapidem, quem reprobauerunt aedificantes, hic factus est ad caput anguli. Et sub pinna turris ipsius sunt cubicula plurima, ubi Salomon palatium habebat. Ibi etiam constat cubiculus, in quo sedit et sapientiam descripsit ; ipse uero cubiculus uno lapide est tectus. Sunt ibi et excepturia magna aquae subterraneae et piscinae magno opere aedificatae. Et in aede ipsa, ubi templum fuit, quem salomon aedificauit, in marmore ante aram sanguinem Zachariae ibi dicas hodie fusum ; etiam parent uestigia clauorum militum, qui eum occiderunt, per totam aream, ut putes in cera fixum esse. Sunt ibi et statuae duae Hadriani ; est et non longe de statuas lapis pertusus, ad quem ueniunt iudaei singulis annis et unguent eum et lamentant se cum gemitu et uestimenta sua scindunt et sic recedunt. Est ibi et domus Ezechiae regis Iudae. »
« Il existe à Jérusalem deux grandes piscines sur le côté du temple, une à droite et une à gauche, construites par le roi Salomon, un peu plus loin dans la ville, il y a des piscines jumelles avec cinq portiques que l'on nomme Bethsaïde. (piscine de Bethesda). Ici, des personnes qui ont été malades durant un grand nombre d'années sont guéries.Les piscines contiennent de l'eau qui est rouge lorsqu'elle est troublée. Il y a aussi une crypte dans laquelle Salomon avait l'habitude de torturer les démons (cette crypte est donc proche des piscines jumelles). Il y a l'angle d'une tour extrêmement haute où notre seigneur est monté et où le tentateur lui a dit : Si tu es le Fils de Dieu, jette-toi en bas. Il y a une grande pierre angulaire dont il a été dit : la pierre qu'avaient rejetée les bâtisseurs, c'est elle qui est devenue la pierre d'angle. Sous le pinacle de la tour, il y a de nombreuses pièces et c'est là qu'était le palais de Salomon. Il y a aussi la chambre dans laquelle il écrivit le Livre de la Sagesse ; cette chambre est couverte avec une pierre d'un seul tenant. On voit de grands réservoirs souterrains pour l'eau et des bassins dont la construction a demandé un gros travail. Et dans le bâtiment lui-même, où se dressait le temple que Salomon avait construit, ils disent que le sang de Zacharie qui fut répandu sur le pavement de pierre devant l'autel demeure encore aujourd'hui. On voit aussi les marques des clous dans les chaussures des soldats qui l'assassinèrent, dans toute la cour, et si clairement qu'on les croirait imprimées dans de la cire. Il y a deux statues d'Hadrien et, non loin des statues, une pierre perforée, à laquelle les Juifs viennent chaque année et l'oignent, se lamentant, gémissant et déchirant leurs vêtements avant de s'en aller. Il y a aussi la maison d'Ézéchias, roi de Juda. »
« Item exeuntibus Hierusalem, ut ascendas Sion, in parte sinistra et deorsum in ualle iuxta murum est piscina, quae dicitur Siloa ; habet quadriporticum ; et alia piscina grandis foras. Haec fons sex diebus atque noctibus currit, septima uero die est sabbatum : in totum nec nocte nec die currit. »
« Lorsque vous sortez de Jérusalem pour gravir Sion, du côté gauche, plus bas dans la vallée, à côté du mur, il y a un bassin appelé piscine de Siloé, qui possède quatre portiques. Il y a un autre grand bassin à l'extérieur. Cette source coule durant six jours et nuits, mais le septième jour, qui est le samedi, elle ne coule pas du tout, ni dans la journée ni la nuit. »
« In eadem ascenditur sion et paret ubi fuit domus Caifae sacerdotis, et columna adhuc ibi est, in qua christum flagellis ceciderunt. Intus autem intra murum sion paret locus, ubi palatium habuit Dauid. Et septem synagogae, quae illic fuerunt, una tantum remansit, reliquae autem arantur et seminantur, sicut Isaias propheta dixit. »
« De ce côté, on gravit le mont Sion et l'on voit où était la maison du prêtre Caïphe où il reste une colonne contre laquelle le Christ a été flagellé. À l'intérieur des murs de Sion, on voit l'endroit où se situait le palais de David. Des sept synagogues qui étaient là autrefois, il n'en reste qu'une seule ; quant aux autres, on laboure et on sème sur elles, comme dit le prophète Isaïe. »
« Inde ut eas foris murum de Sion, euntibus ad portam Neapolitanam ad partem dextram deorsum in ualle sunt parietes, ubi domus fuit siue praetorium Pontii Pilati ; ibi dominus auditus est, antequam pateretur. A sinistra autem parte est monticulus Golgotha, ubi dominus crucifixus est. »
« De là, comme vous sortez du mur de Sion, en marchant vers la porte de Neapolis (Naplouse), vers la droite, plus bas dans la vallée, il y a des murs, où était la maison ou le prétoire de Ponce Pilate ; ici notre seigneur fut jugé avant sa passion. À gauche se trouve la petite colline de Golgotha où le seigneur fut crucifié. »
« Inde quasi ad lapidem missum est cripta, ubi corpus eius positum fuit et tertia die resurrexit ; ibidem modo iussu constantini imperatoris basilica facta est, id est dominicum, mirae pulchritudinis habens ad latus excepturia, unde aqua leuatur, et balneum a tergo, ubi infantes lauantur. »
« À environ un jet de pierre de là est le caveau où le corps de Jésus Christ a été disposé et d'où il se releva le troisième jour ; là, à présent, sur l'ordre de l'empereur Constantin, a été construite une basilique, c'est-à-dire une église de beauté merveilleuse, ayant à ses côtés des réservoirs d'où l'on tire de l'eau et un bassin à l'arrière, où les enfants sont baptisés. »
« Item ad hierusalem euntibus ad portam, quae est contra orientem, ut ascendatur in monte Oliueti, uallis, quae dicitur Iosafath, ad partem sinistram, ubi sunt uineae, est et petra ubi Iudas Scarioth Christum tradidit : a parte uero dextra est arbor palmae, de qua infantes ramos tulerunt et ueniente christo substrauerunt. »
« Lorsque l'on va de Jérusalem vers la porte qui est à l'est, afin de gravir le monte Oliueti (mont des Oliviers), on traverse la vallée de Josaphat. Sur la gauche, là où il y a des vignes, on voit une pierre à l'endroit où Judas Iscariote trahit le Christ : à droite, il y a un palmier dont les enfants coupèrent des branches et les lancèrent sur le chemin lorsque le Christ vint. »
« Inde non longe quasi ad lapidis missum sunt monumenta duo monubiles mirae pulchritudinis facta : in unum positus est Isaias propheta, qui est uere monolitus, et in alio Ezechias rex Iudaeorum. »
« Non loin de là, à un jet de pierre environ, se trouvent deux tombes remarquables de beauté ; dans la première, qui est un véritable monolithe, repose le prophète Isaïe, et dans l'autre Ézéchias, roi des Juifs. »
« Inde ascendis in montem Oliueti, ubi dominus ante passionem apostolos docuit : ibi facta est basilica iussu Constantini. »
« De là, on gravit le monte Oliueti (mont des Oliviers) où, avant la Passion, le seigneur enseignait à ses disciples : à cet endroit a été construite par Constantin, une basilique d'une merveilleuse beauté. »
« Inde non longe est monticulus, ubi dominus ascendit orare et apparuit illic Moyses et Helias, quando Petrum et Iohannem se cum duxit. »
« À une faible distance se trouve la petite colline où le Seigneur monta pour prier quand il prit avec lui Pierre et Jean qui purent aussi contempler Moïse et Élie. »
« Inde ad orientem passus mille quingentos est uilla, quae appellatur Bethania ; est ibi cripta, ubi Lazarus positus fuit, quem dominus suscitauit. »
« Un mille et demi vers l'est se trouve la villa appelée Béthanie ; il y a une crypte dans laquelle Lazare, que le seigneur a relevé, a été mis. »

### Autour de Jérusalem: Jericho, la mer morte,Behtleem, Bethasora, Terebinto, Hébron
« Item ad Hierusalem in Hiericho milia xviii. »
« Itinéraire de Jérusalem à Hiericho (Ariha, Jéricho), 18 milles. »
« Descendentibus montem in parte dextra retro monumentum est arbor sicomori, in qua Zachaeus ascendit, ut Christum uideret. »
« En descendant du mont, sur le côté droit, derrière un tombeau, est le sycomore sur lequel Zachée est monté pour voir le Christ. »
« A ciuitate, passus mille quingentos est ibi fons Helisei prophetae. Antea si qua mulier ex ipsa aqua bibebat, non faciebat natos. Adlatum est uas fictile Heliseo, misit in eo sales et uenit et stetit super fontem et dixit : haec dicit dominus : sanauit aquas has. Ex eo si qua mulier inde biberit, filios faciet. Supra eundem uero fontem est domus Rachab fornicariae, ad quam exploratores introierunt et occultauit eos, quando hiericho euersa est, et sola euasit. »
« Depuis cette ville (Jericho (Ariha)), à un mille et demi, est la fontaine du prophète Elisée. Autrefois, une femme qui y buvait ne pouvait pas porter d'enfants. À côté se trouve un navire de faïence. Élisée y a jeté du sel et est venu et s'est tenu debout sur la fontaine et a dit : Ainsi dit le seigneur : j'ai nettoyé ces eaux. Depuis, si une femme y boit, elle pourra porter des enfants. Au-dessus de la même fontaine est la maison de la prostituée Rahab, chez qui des espions sont venus et elle les a cachés et qui fut la seule rescapée quand Jericho a été détruite. »
« Ibi fuit Civitas Hiericho, cuius muros gyrauerunt cum arca testamenti filii israel et ceciderunt muri. Ex eo non paret nisi locus, ubi fuit arca testamenti et lapides xii, quos filii israel de iordane leuauerunt. Ibidem Iesus filius Naue circumcidit filios Israel. Et circumcisiones eorum sepeliuit. »
« Ici fut la ville de Jericho, autour des murs de laquelle les enfants d'Israël ont tourné avec l'Arche d’Alliance et les murs sont tombés. Rien n'est plus visible sauf l'endroit où l'Arche d'Alliance a été placée et les douze pierres (Guilgal) que les enfants d'Israël ont apporté du Iordane (Jourdain). Là Jésus, le fils de Navé (Josué), a circoncis les enfants d'Israël et a enterré leurs prépuces. »
« Item ad Hiericho ad mare Mortuum milia nouem. Est aqua ipsius ualde amarissima, ubi in totum nullius generis piscis est nec aliqua nauis, et si qui hominum miserit se, ut natet, ipsa aqua eum uersat. »
« De Jericho à la mer Morte, neuf milles. L'eau de celle-ci (mer Morte) est très amère et dans celle-ci il n'y a aucune sorte de poisson du tout, ni de navire ; et si un homme s'y jette pour nager, l'eau le retourne. »
« Inde ad Iordane, ubi dominus a Iohanne baptizatus est, milia quinque. Ibi est locus super flumen, monticulus in illa ripa, ubi raptus est Helias in caelum. »
« D'ici au Jourdain, où notre seigneur a été baptisé par Jean, cinq milles. Il y a un endroit (accessible) par la rivière, une petite colline sur le dernier banc, d'où Elie a été emporté dans le ciel. »
« Item ab Hierusalem euntibus Behtleem milia quattuor super strata in parte dextra est monumentum, ubi Rachel posita est, uxor Iacob. Inde milia duo a parte sinistra est bethleem, ubi natus est dominus iesus christus ; ibi basilica facta est iussu constantini. Inde non longe est monumentum Ezechiel. Asaph, Iob et Iesse, Dauid, Salomon, et habet in ipsa cripta ad latus deorsum descendentibus hebraeis litteris scriptum nomina supra scripta. »
« De Jérusalem à Bethléem (Beit Lahm), quatre milles le long d'une route, sur la droite de laquelle se trouve le monument (tombe) de Rachel, femme de Jacob. À deux milles de là, du côté gauche, est Bethleem (Beit Lahm), où notre seigneur Jésus Christ est né. Une basilique a été construite là par sur l'ordre de Constantin (la construction débuta en 327 et s’acheva en 333 juste avant que l’Anonyme de Bordeaux y passât). Non loin de là se trouve le monument d'Ézéchiel. Asaph, Job, Jessé, David, et Salomon sont dans cette même crypte, leurs noms sont inscrits en caractères hébreux au-dessus du mur lorsque vous y descendez. (Ce monument n’a été décrit que par l’Anonyme et on en trouve nulle trace ailleurs) »
« Inde Bethasora milia xiiii, ubi est fons, in quo Philippus eunuchum baptizauit. »
« D'ici à Bethasora (Beit Sur), 14 milles, où Philippe baptisa l'eunuque. »
« Inde Terebinto milia viiii, ubi Abraham habitauit et puteum fodit sub arbore Terebintho et cum angelis locutus est et cibum sumpsit ; ibi basilica facta est iussu Constantini mirae pulchritudinis. »
« De là à Terebinto (Mamre) 9 milles, où Abraham a demeuré et a creusé sous un pistachier térébinthe et a parlé avec des anges et a mangé avec eux. Ici une basilique d'une merveilleuse beauté a été construite par Constantin (le plan du site fait après les fouilles effectuées par le savant allemand AE Mader en 1926-1928, montre la basilique constantinienne le long du mur oriental de l'enceinte Haram Ramet el-Khalil, avec un puits, un autel et un arbre dans la partie sans toit à l’ouest de l’enceinte). »
« Inde Terebinto Cebron milia ii, ubi est memoria per quadrum ex lapidibus mirae pulchritudinis, in qua positi sunt Abraham, Isaac, Iacob, Sarra, Rebecca et Lia. »
« De Terebinte (Mamre, Rāmet el-Ḥalīl) à Cebron (Hébron / Al-Khalil) 2 milles, où un monument (memoria) (le tombeau des Patriarches) de forme carrée, d'une merveilleuse beauté, a été construit en pierre, dans lequel reposent Abraham, Isaac, Jacob, Sarah, Rebecca et Léa. »

### De Jérusalem à Caesarea
L'anonyme de Bordeaux décrit son retour à Césarée par une autre route :
Item ab Hierusolyma, sic : Depuis Hierusolyma (Jérusalem) comme suit :
| Itinéraire de l'Anonyme de Bordeaux | Itinéraire de l'Anonyme de Bordeaux                          | Itinéraire de l'Anonyme de Bordeaux                                                                  | Distances (en milles) | Distances (en milles) |
| Nom latin                           | Nom actuel                                                   | Remarque                                                                                             | Entre chaque étape    | À partir de Jérusalem |
| Civitas Nicopoli                    | Imwas                                                        | autre nom : Emmaüs Nicopolis                                                                         | 22                    | 22                    |
| Civitas Lidda                       | Lod                                                          | Autres noms : Diospolis (cité de Dieu), Colonia Lucia Septimia Severa Diospolis, Lydda, Georgiopolis | 10                    | 32                    |
| Mutatio Antipatrida                 | Tel Afek, Kŭlat Râs el 'Ain, dans le parc national du Yarkon | autres noms : Apheq, Antipatris, Surdi fontes,                                                       | 10                    | 42                    |
| Mutatio Betthar                     | Tira, (Tireh)                                                | autres noms : Bettarum, Bethther, et Tire                                                            | 10                    | 52                    |
| Civitas Caesarea                    | Kaisarieh Césarée                                            | | 16                    | 68                    |

Fit omnis summa a Constantinopoli usque Hierusalem milia undecies centena lxiiii milia mutationes lxviiii, mansiones lviii.
Total entre Constantinopolis (Istanbul) et Jérusalem, 1 159 milles, 69 changements, 58 haltes.
Item per Nicopoli Caesarea milia lxxiii, mutationes v, mansiones iii.
Aussi par Nicopolis (Amwas) à Caesarea (Kaisarieh) 73 milles, 5 changements, 3 haltes.

### D'Heraclea(Eregli) en Macédoine jusqu'àAulona(Valona)
L'anonyme de Bordeaux ne décrit pas le retour jusqu'à Constantinople puis Heraclea qui est identique à l'aller. Il décrit ensuite le trajet jusqu'à Milan (Mediolanum) par une route différente via la Macédoine puis l'Italie via Rome. Pour cette première partie, l'anonyme de Bordeaux a emprunté la Via Egnatia pour gagner ensuite le sud de l'Italie.
Item ab Heraclea per Machedonio: Aussi, depuis Heraclea (Eregli) par la Macédoine.
|                        | Nom actuel                                                   | Remarques | Distance | Depuis Heraclea |
| Mutatio Aerea          | Près de Ayetepe                                              | autres noms : Heraion Teichos, Heraeum ou Heraion                                                                                | 16       | 16              |
| Mansio Registo         | Tekirdag                                                     | autres noms : Bisanthe, Raedestum, Rhaedestum, Resistos                                                                          | 12       | 28              |
| Mutatio Bedizo         | Inecik                                                       | | 12       | 40              |
| Civitas Apris          | Kermeyan                                                     | autres noms : Aprus, Apros, Claudia Aprensis, Nova Theodosiopolis                                                                | 12       | 52              |
| Mutatio Zesutera       | Kavakçeşme Kahraman                                          | (1) | 12       | 64              |
| Mansio Sirogellis      | Malkara                                                      | autres noms : Syrascellae, Cypsela,                                                                                              | 10       | 74              |
| Mutatio Drippa         | Keşan                                                        | | 14       | 88              |
| Mansio Gipsila         | Ipsala                                                       | Autre nom : Kypsala | 12       | 100             |
| Mutatio Demas          | Kaladerkos, Feres, Pheres                                    | Autres noms : Dymae, Dyme | 12       | 112             |
| Civitas Traianopoli    | Loutra Traianopolis                                          | | 13       | 125             |
| Mutatio ad Unimpara    | près de la rivière Evros, Maritsa                            | autres noms : Tempira, Timpirum, Tempbra                                                                                         | 8        | 133             |
| Mutatio Salei          | proche de Alexandroupolis                                    | autre nom : Vicus Maronitarum | 7        | 140             |
| Mutatio Melalico,      | entre Mesimvrias et Makri                                    | autre nom : Melalicum, Milolitum                                                                                                 | 8        | 148             |
| Mansio Berozicha       | proche d'Aratos, Arisvi                                      | | 15       | 163             |
| Mutatio Breierophara   | Komotini                                                     | | 10       | 173             |
| Civitas Maximianopoli, | proche de Poliantho, à 7 km à l'est de Komotini              | autre nom : Mosynopolis | 10       | 183             |
| Mutatio ad stabulodio  | Amaxades                                                     | autre nom : Stabulo Diomedis | 12       | 195             |
| Mutatio Rumbodona      | Chryssa                                                      | | 10       | 205             |
| Civitas Epyrum         | Paradeisos                                                   | | 10       | 215             |
| Mutatio Purdis         | Petropigi                                                    | (2) autre nom : Purdae | 8        | 233             |
| Mansio Hercontroma     | région du défilé de Macédoine, à 3 km à l'est de Nea Karvali | autres noms : Acontisma, Akontisma, Herkontroma                                                                                  | 9        | 241             |
| Mutatio Neapoli        | Kavala                                                       | autre nom : Christoúpolis | 9        | 250             |
| Civitas Philippis      | Φίλιπποι                                                     | (3) autre nom : Philippi, Philippes, Φίλιπποι,                                                                                   | 10       | 260             |
| Mutatio ad Duodecimum  |                                                              | | 12       | 272             |
| Mutatio Domeros        | Pervista                                                     | | 7        | 279             |
| Civitas Amphipholim    | Αμφίπολη                                                     | autre nom : Amphipolis, | 13       | 292             |
| Mutatio Pennana        | Asprovalta                                                   | | 10       | 302             |
| Mutatio Peripidis      | Rentina                                                      | (4) | 10       | 312             |
| Mansio Appollonia      | Polina                                                       | | 11       | 323             |
| Mutatio Heracleustibus | Konios                                                       | | 11       | 334             |
| Mutatio Duodea         | Agios Vasileios                                              | | 14       | 348             |
| Civitas Thessalonica   | Thessalonique                                                | | 13       | 361             |
| Mutatio ad Decimum     | Anchialos                                                    | | 10       | 371             |
| Mutatio Gephira        | après le pont sur le Vardar, en rive droite                  | | 10       | 381             |
| Civitas Polli          | Pella                                                        | | 10       | 391             |
| Mutatio Scurio         | Palaeo Kastro ?                                              | | 15       | 406             |
| Civitas Edissa         | Edessa                                                       | | 15       | 421             |
| Mutatio ad Duodecimum  | Arnissa (Ostrovo)                                            | | 12       | 433             |
| Mansio Cellis          | Maniaki                                                      | autre nom : Cellae | 16       | 449             |
| Mutatio Grande         | Stena Killi Dirven (ou Kirli Derven)                         | | 14       | 463             |
| Mutatio Melitonus      | Kato Kleines                                                 | | 14       | 477             |
| Civitas Heraclea       | 2 km avant Bitola                                            | autre nom : Heraclea Lyncestis                                                                                                   | 13       | 490             |
| Mutatio Parambole      | Dolenci                                                      | autres noms: Castra, Praesidium                                                                                                  | 12       | 502             |
| Mutatio Brucida        | Bukovo sur la E65                                            | autres noms Brygias, Brygium, Brucida (6)                                                                                        | 19       | 521             |
| Civitas Cledo          | Ohrid                                                        | autres noms : Lychnidos, Licnido, Lignido, Licinium)                                                                             | 13       | 534             |
| Mutatio Patras         | Kalichta                                                     | | 12       | 546             |
| Mansio Claudanon       | Radozda                                                      | | 4        | 550             |
| Mutatio in Tabernas    | Qukës                                                        | autres noms : Tres Tabernæ, Candavia                                                                                             | 9        | 559             |
| Mansio Grandauia       | Spatharë                                                     | autres noms : Grandavia, Ad Dianam                                                                                               | 9        | 568             |
| Mutatio Treiecto       | Traversée de la rivière Sakumbi, près de Mirakë              | | 9        | 577             |
| Mansio Hiscampis       | Elbasan                                                      | Autres noms : Scampinus, Scampin, a Scampium                                                                                     | 9        | 586             |
| Mutatio ad Quintum     | Bradashesh                                                   | NB : à 5 milles et non à 6 : erreur de copiste ?                                                                                 | 6        | 592             |
| Mansio Coladiana       | Peqin, sur le Devol                                          | autre nom ; Clodiana | 15       | 607             |
| Mansio Marusio         |                                                              | Cette étape est probablement une erreur de copiste car de plus la distance est trop grande (Marusio=Mansio) : ligne à supprimer. | 13       | 620             |
| Mansio Absos           | Cukas I Vjeter près du fleuve Apsos (Seman)                  | | 14       | 634             |
| Mutatio Stefanaphana   | Roskovec                                                     | | 12       | 646             |
| Civitas Appollonia,    | près de Pjan                                                 | | 18       | 664             |
| Mutatio Stefana        | Qesar                                                        | Autre nom: Stephanacium | 12       | 676             |
| Mansio Aulona,         | Kepi Triportit, Vlorë                                        | autres noms : Aulon, Avlona, Volona                                                                                              | 12       | 688             |

Fit omnis summa ab Heraclea per Machedoniam Aulona usque milia dclxxxviii, mutationes lviii, mansiones xxv. Total depuis Heraclea (Eregli) en Macédoine jusqu'à Aulona (Valona) 688 milles, 58 changements, 25 haltes.
(1) Finis Europae et Rhodopeae  Frontière entre l'Europa (Europe) et Rhodopea (Rhodope)
(2) Fine Rhodopeae et Macedoniae  Frontière entre la Rhodopea (Rhodope) et la Macedonia (Macédoine)
(3) Ubi paulus et sileas in carcere fuerunt. Ici Paul et Silas ont été emprisonnés
(4) Ibi positus est Euripidis poeta. Ici est enterré le poète Euripide
(5) unde fuit alexander, magnus macedo d'où vient Alexandre le Grand de Macédoine,
(6) Finis macedoniae et ephyri  Frontière entre la Macedonia (Macédoine) et l'Ephyri (Epire).

### D'Aulona (Valona) jusqu'à Capua (Capoue)
Trans mare stadia mille, quod facit milia centum, et uenis Odronto mansio mille passus : Traversée de la mer sur 1000 stades, ce qui représente 100 milles, arrivée à la mansio Odronto (Otrante) à un mille.
C'est la traversée la plus courte possible (de l'ordre de 50 km) entre l'Italie et l'Albanie. Le port d'Otrante a perdu au fil du temps de l'importance pour être remplacé aujourd'hui par Brindisi. Cependant, à l'époque romaine, il était l'extrémité de la Via Appia depuis Rome face à Aulona, origine de la Via Egnatia, menant à Constantinople. Cependant, l’anonyme de Bordeaux va s’en écarter et choisir la voie côtière plus récente après Brindisi pour gagner Benevent par la via Traiana.
|                            | Nom actuel                | Remarques                                                             | Distance | Depuis Valona |
| Mansio Odronto             | Otrante                   | Autres noms : Hydruntum, Hydrus, Ydrunte.                             | 1        | 1             |
| Mutatio ad Duodecimum      | Calimera                  |                                                                       | 13       | 14            |
| Mansio Clipeas             | Lecce                     | autre nom : Clipeae                                                   | 12       | 26            |
| Mutatio Valentia           | Torchiarolo               |                                                                       | 13       | 39            |
| Civitas Brindisi           | Brindisi                  | autres noms : Brundisium, Brentesion                                  | 11       | 50            |
| Mansio Spilenaees          | Carovigno                 | autres noms : Speluncis, Speluncas                                    | 14       | 64            |
| Mutatio ad Decimum         | Egnazia                   |                                                                       | 11       | 75            |
| Civitas Leonatiae          | Agnazzo                   | autres noms : Egnatiae, Gniatia                                       | 10       | 85            |
| Mutatio Turres Aurilianas  | près de San Vito          | (Torre Ripagnola) autres noms : Ernesto, Turribus, Tirris Caesaris    | 15       | 100           |
| Mutatio Turres Iuliana     | près de Torre a Mare      |                                                                       | 9        | 109           |
| Civitas Beroes             | Bari                      | autre nom : Varia,                                                    | 11       | 120           |
| Mutatio Butontones         | Bitonto                   | autre nom : Buduntrus                                                 | 11       | 131           |
| Civitas Rubos              | Ruvo                      |                                                                       | 11       | 142           |
| Mutatio ad Quintumdecimum  | environ 4 km avant Andria |                                                                       | 15       | 157           |
| Civitas Canusio            | Canosa                    |                                                                       | 15       | 172           |
| Mutatio Undecimum          | Cerignola                 |                                                                       | 11       | 183           |
| Civitas Serdonis           | Ordona                    | autres noms : Herdonia, Aerdonia, Erdonia, Ardonia, Ardona, Herdoniae | 15       | 198           |
| Civitas Aecas              | Troja                     | autre nom Aecae                                                       | 18       | 216           |
| Mutatio Aquilonis          | région de Castel Franco ? | (1)                                                                   | 10       | 226           |
| Mansio ad Equum Magnum     | San Eleuterio             | autres noms : Equus Teticus, Acquo Tutico, Egotaticon,                | 8        | 234           |
| Mutatio uicus Forno Nouo   | Buonalbergo               |                                                                       | 12       | 246           |
| Civitas Beneuento          | Benevento                 | autre nom : Beneventum,                                               | 10       | 256           |
| Civitas et mansio Claudiis | Casta Cauda               |                                                                       | 12       | 268           |
| Mutatio Nouas              | Santa Maria a Vico        |                                                                       | 9        | 277           |
| Civitas Capua              | Capoue                    |                                                                       | 12       | 289           |

Fit summa ab Aulona usque Capua milia CCLXXXVIIII, mutationes XXV, mansiones XIII. Total entre Aulona (Valona) et Capoue, 289 milles, 25 changements, 13 haltes.
(1) Finis Apuliae et Campaniae Frontière entre l'Apulia (Apulie) et la Campania (Campanie).

### De Capua (Capoue) à Rome
L'anonyme de Bordeaux suit la Via Appia jusqu'à Rome
|                          | Nom actuel                                   | Remarques                                   | Distance | Depuis Capoue |
| Mutatio ad Octauum       | Vers l'ouest                                 |                                             | 8        | 8             |
| Mutatio Ponte Campano    | pont sur la rivière Savone                   | autre nom : Pons Campanus                   | 9        | 17            |
| Civitas Sonuessa         | Mondragone                                   | autre nom : Sinuessa                        | 9        | 26            |
| Civitas Menturnas        | Minturno                                     | autre nom : Minturnae                       | 9        | 35            |
| Civitas Formis           | Mola di Gaeta Formia                         | autre nom : Formiae                         | 9        | 44            |
| Civitas Fundis           | Fondi                                        | autre nom : Fundi                           | 12       | 56            |
| Civitas Tarracina        | Terracina                                    |                                             | 13       | 69            |
| Mutatio ad Medias        | étape au milieu entre Terracina et Appi Foro |                                             | 10       | 79            |
| Mutatio Appi Foro        | Borgo Faiti                                  | autre nom forum Appii (à 45 milles de Rome) | 9        | 88            |
| Mutatio Sponsas          | au sud-est de Cisterna di Latina             |                                             | 7        | 95            |
| Civitas Aricia et Albona | Ariccia et Albano                            |                                             | 9        | 104           |
| Mutatio ad Nono          | Ciampino                                     |                                             | 7        | 111           |
| in urbe Roma             | Rome                                         |                                             | 9        | 120           |

Fit a Capua usque ad urbem Romam milia CXXXVI, mutationes XIV, mansiones IX.  Distance totale entre Capoue et la ville de Rome, 136 milles, 14 changements 9 haltes.
Plusieurs erreurs relatives à la distance entre chaque étape figurent dans ce tronçon où la quasi-totalité des haltes sont localisées précisément.

### De Rome à Ariminum (Rimini)
En quittant Rome, l’Anonyme de Bordeaux emprunte la Via Flaminia qui le conduit jusqu’à Rimini sur la côte Adriatique dont l'origine est la Porta del Popolo, fort utile pour mesurer les distances.
|                         | Nom actuel                      | Remarques                                        | Distance | Depuis Rome |
| Mutatio Rubras          | Grottarossa                     | autre nom : Saxa Rubra (terres rouges)           | 9        | 9           |
| Mutatio ad Vicensimum   | Morlupo                         | Cette station est à 20 milles de Rome            | 11       | 20          |
| Mutatio Aqua Viua       | près du pont Ritorto            | autre nom : Acquaviva                            | 12       | 32          |
| Civitas Ucriculo        | Otricoli                        | autres noms : Cocriculum, Ocriculum              | 12       | 44          |
| Civitas Narniae         | Narni                           | autres noms : Nequinum, Narnia                   | 12       | 56          |
| Civitas Interamna       | Terni                           | autre nom Interamna Nahars (entre les eaux)      | 9        | 65          |
| Mutatio Tribus Tabernis | 1 km avant San Carlo            | autre nom : Tres Tabernae                        | 3        | 68          |
| Mutatio Fani Fugitiui   | près du Passo del Somma (646 m) | la Statio Fanum Fugitivi est à 625 m d'altitude. | 10       | 78          |
| Civitas Spolitio        | Spoleto                         | autre nom : Spoletium                            | 7        | 85          |
| Mutatio Sacraria        | Le Vene, Campello sul Clitunno  |                                                  | 8        | 93          |
| Civitas Treuis          | Trevi                           | autre nom : Trebiae                              | 4        | 97          |
| Civitas Fulginis        | Foligno                         | autre nom : Fulginiae                            | 5        | 102         |
| Civitas Foro Flamini    | San Giovanni Profiamma          | autre nom : Forum Flaminii                       | 3        | 105         |
| Civitas Noceria         | Nocera                          | autre nom : Nuceria Camellaria                   | 12       | 117         |
| Civitas Ptanias         | Gualdo-Tadino                   | autre nom : Tadinae                              | 8        | 125         |
| Mansio Herbelloni       | Fossato di Vico                 | autre nom : Helvillum                            | 7        | 132         |
| Mutatio ad Hesis        | Scheggia                        | autre nom : Ad Aesim                             | 10       | 142         |
| Mutatio ad Cale         | Cagli                           | autre nom : Cales                                | 14       | 156         |
| Mutatio Intercisa       | Galleria del Furlo              | autre nom : Petra Pertusa (tunnel de Vespasien)  | 9        | 165         |
| Civitas Foro Semproni   | Fossombrone                     | autre nom : Forum Sempronii                      | 9        | 174         |
| Mutatio ad Octauo       | Lucrezia, Cartoceto             | autre nom : Ad Octavum                           | 9        | 183         |
| Civitas Fano Furtunae   | Fano                            | autre nom : Fanum                                | 8        | 191         |
| Civitas Pisauro         | Pesaro                          | autre nom : Pisaurum                             | 8        | 199         |
| Civitas Ariminum        | Rimini                          |                                                  | 24       | 223         |

Fit a Roma usque Ariminum milia CCXXIV, mutationes XXIV, mansiones XIV. Depuis Rome, jusqu'à Ariminum (Rimini), 224 milles, 24 changements, 14 haltes.

### D’Ariminum (Rimini) à Mediolanum (Milan)
Pour se rendre à Mediolanum (Milan), l’anonyme de Bordeaux utilisa la via Aemilia qui mène de Rimini à Plaisance par une route pratiquement droite.
|                         | Nom actuel                  | Remarques | Distance | Depuis Rimini |
| Mutatio Conpetu.        | Savignano                   | Autre nom: Compitum (lieu sur lequel se rencontrent deux ou plusieurs route) Compitum ad Confluentes Rubicon | 12       | 12            |
| Civitas Cesena          | Cesena                      | Autre nom : Caesana                                                                                          | 6        | 18            |
| Civitas Foro Populi     | Forlimpopoli                | Autres noms : Forum Pompilii, Forum Popilia, Forum Popili.                                                   | 6        | 24            |
| Civitas Foro Liui       | Forli                       | Autres noms : Forlivesi, Forum Livii,                                                                        | 6        | 30            |
| Civitas Fauentia        | Faenza                      | Autres noms : Faoentia, Faventia                                                                             | 5        | 35            |
| Civitas Foro Corneli.   | Imola                       | Autre nom : Furum Cornelii                                                                                   | 10       | 45            |
| Civitas Claterno        | Maggio (Ozzano dell'Emilia) | Autres noms : Claternae (it), Claterna                                                                       | 13       | 58            |
| Civitas Bononia         | Bologne                     | | 10       | 68            |
| Mutatio ad Medias       | Ponte Samoggia              | la bien nommée : à mi-chemin entre Rimini et Piacenza                                                        | 15       | 83            |
| Mutatio Victoriolas     | Fossalta                    | | 10       | 93            |
| Civitas Mutena          | Modène                      | Autres noms : Mutina, Mutana (tombe en Etrusque), Mòtina e Mòdana                                            | 3        | 96            |
| Mutatio Ponte Secies    | Cittanova                   | | 5        | 101           |
| Civitas Regio           | Reggio                      | Autres noms : Regium Lepidi, Regium Lepidum,                                                                 | 8        | 109           |
| Mutatio Canneto         | Sant'Ilario d'Enza          | autre nom : Tannetum                                                                                         | 10       | 119           |
| Civitas Parme           | Parme                       | | 8        | 127           |
| Mutatio ad Tarum        | Ponte Taro (it)             | | 7        | 134           |
| Mansio Fidentiae        | Fidenza                     | | 8        | 138           |
| Mutatio ad Fonteclos,   | Fiorenzuola d'Arda          | la mutatio est plus à l'ouest vers Fontana Fredda                                                            | 8        | 146           |
| Civitas Placentia       | Plaisance                   | | 13       | 159           |
| Mutatio ad Rota         | Ospedaletto Lodigiano       | Autre nom : Ad Rotas                                                                                         | 11       | 170           |
| Mutatio Tribus Tabernis | Pieve Frisiraga             | Autre nom : Tres Tabernae                                                                                    | 5        | 175           |
| Civitas Laude           | Lodi Vecchio                | Autre nom : Laus Pompeia                                                                                     | 8        | 183           |
| Mutatio ad Nonum        | Marignan                    | | 7        | 190           |
| Civitas Mediolanum      | Milan                       | | 7        | 197           |

Fit omnis summa ab urbe Roma Mediolanum usque milia CCCCXVI, mutationes XLIIII, mansiones XXIIII  Total entre la ville de Rome et Mediolanum (Milan), 416 milles, 44 changements, 24 haltes.
Explicit itinerarium Itineraire explicite
L’anonyme de Bordeaux termine ainsi la description de son itinéraire puisqu’il a déjà décrit le même parcours Burdigala-Mediolanum à l’aller.

#### Éditions
- O. Cuntz, Itineraria Romana I, Teubner, Leipzig, 1929.
- JF Samazeuils, Histoire de l'Agenais, du Condomois et de du Bazadais, vol. 1, 1846 (existe sur Google Books)
- M. le Comte de Villeneuve, Statistiques du Département des Bouches-du-Rhône avec Atlas, tome second, 1824 (existe sur Google Books)
- Katja Verden, Rimske drzavne ceste Sloveniji, thèse, 2018 lieux romains en Slovénie
- Andrew S. Jacobs Remains of the Jews[225], Stanford University Press, 2004

#### Articles
- L. Douglass, « A New Look at the Itinerarium Burdigalense », Journal of Early Christian Studies, 4-3, 1996, p.  313-333.
- M. Halbwachs, « La Topographie légendaire des Évangiles en Terre Sainte, Étude de mémoire collective », PUF, 1971, Chapitre premier − Le Pèlerin de Bordeaux.
- J. Elsner, « The Itinerarium burdigalense : Politics and salvation in the geography of Constantine's empire », JRS, 90, 2000, p. 181-195.
- C. Milani, « Strutture formulari nell'Itinerarium Burdigalense (a. 333) », Aevum, 57-1, 1983, p. 99-108.
- S. Weingarten, « Was the Pilgrim from Bordeaux a Woman? A reply to Laurie Douglass », Journal of Early Christian Studies, 7-2, 1999, p. 291-297.
- C. Jung, " Le réseau viaire antique du Tricastin et de la Valdaine : relecture des travaux anciens et données nouvelles", Revue archéologique de Narbonnaise, Presse universitaire de la Méditerranée, 2009, p. 85-113
- P. Leveau " Dynamiques territoriales et subdivisions des cités romaines. À propos des cités d'Avignon et Arles (Gaule Narbonnaise)", Revue archéologique de Narbonnaise Année 2000 Volume 33 Numéro 1 p. 39-46
- L'itinéraire de Bordeaux à Jérusalem[226]
- Archéologie : les voies romaines[227]
- La voie impériale de Narbonne à Carcassonne[228]
- Dynamiques territoriales et subdivisions des cités romaines. À propos des cités d'Avignon et Arles (Gaule Narbonnaise)[229]
- Florin-Gheorghe FODOREAN Listing settlements and distances : The Emona - Singidunum road in Tabula Peutingeriana, itinerarium Antonini and itinerarium Burdigalense[97]
- Michele Fasalo La via Egnatia nel territorio della Repubblica di Macedonia[169]
- Francis Tassaux, « En route pour Jérusalem avec l'Anonyme de Bordeaux », Tibiscum, VIII, Tibiscum - Serie Nouă, seria Istorie - Arheologie - Etnografie,‎ 2018, p. 92-110 (lire en ligne [PDF])